# Economia Timișoarei
Timișoara are cea mai dinamică economie din România și cel mai mare aflux de investiții dintre orașele regionale ale țării, având cea mai ridicată rată antreprenorială din Regiunea de Vest și un sistem de Startup-uri în plină dezvoltare. Timișoara este cel mai bun oraș pentru afaceri din România, conform companiei Forbes. Este singurul oraș din Europa de Est cu grad investițional AAA, calculat de agenția Fitch Ratings.
Conform datelor oficiale furnizate de Banca Mondială, Timișoara este orașul cu cea mai mare creștere economică din Uniunea Europeană. În clasamentul mondial al calității vieții realizat de platforma Numbeo, Timișoara se află pe primul loc în România, pe poziția 84 în lume și 53 în Europa, imediat după Philadelphia, Birmingham, Praga sau Berlin, și peste Lisabona, Bruxelles, Manchester sau Lyon.
Este singurul oraș din România inclus de publicația Time în topul destinațiilor turistice din lume, alături de Washington, D.C., Barcelona sau Napoli. A fost desemnat cel mai bun oraș de city-break din Europa în anul 2023.
Timișoara este orașul cu cea mai rapidă urbanizare din România, fenomen demografic corelat cu dezvoltarea economică accelerată a județului Timiș. Trendul se va accentua odată cu aderarea României la Spațiul Schengen și celelalte structuri euro-atlantice, datorită proximității imediate la graniță și accesului rapid al Timișoarei la piețele din Occident și Balcanii de Vest. Timișul este din anul 2023 cea mai mare piață de real-estate din România, cu 1.459 de proiecte în execuție și pregătire.
Timișoara a fost în anul 2016 primul oraș Capitală a Tineretului din România ; în anul 2023 a fost Capitală Europeană a Culturii, alături de orașele Eleusina și Veszprém ; iar pentru anul 2028 candidează la titlul de Regiune Gastronomică Europeană din partea României.
La o distanță de 34, respectiv 25 de km de Timișoara se află stațiunile turistice Buziaș și Băile Călacea, menționate încă de pe vremea romanilor pentru proprietățile curative ale apelor termo-minerale din zonă , iar regiunile viticole Recaș și Silagiu sunt recunoscute pe plan intern și internațional pentru vinurile produse aici.

## Economie

Vedere aeriană asupra clădirilor din Timișoara (stânga-dreapta): Facultatea de Electronică și Telecomunicații; birourile Bega Business Center, cluster-ul Nokia Campus și turnul Electromotor (Bega Grup); proiectul de regenerare urbană PALTIM (zona Gării de Nord); apartamentele de la City of Mara (Circumvalațiunii); incubatorul regional INCUBOXX, lângă ZF Engineering Centre (Blașcovici); centrul de afaceri Hub700 (ETA2U) & 700 Office; penthouse-urile XCity Towers (Bucovinei); sucursala ING/NN Asigurări România din Tipografilor; locuințele Denya Forest (Lipovei); Ansamblul urbanistic Iulius Town; hotelul North Star Continental Resort; birourile centrului de cercetare-dezvoltare Continental AG Timișoara; dezvoltarea cu utilizare mixtă ISHO, lângă sediul Inspectoratului Județean de Poliție; cartierul Noua Timișoara (Tender Group); punctul de lucru PPC din Plopi (fostul imobil Enel); sediul Casei Județene de Pensii Publice; filiala Băncii Române pentru Dezvoltare; blocul rezidențial Ștefan cel Mare 53 din zona Traian; și complexul imobiliar Fabrik Residence, parte a proiectelor de reconversie urbană extinsă ale siturilor industriale din Calea Buziașului

Serviciul de relații externe, protocol și mediul de afaceri are sediul pe Blvd. Revoluției din 1989 nr.17.
Prin dezvoltarea antreprenoriatului și a companiilor locale într-o economie de piață bazată pe cerere și ofertă, concurență și comerț liber, Timișoara a beneficiat totodată de globalizare și investiții ale corporațiilor internaționale, generând bogăție și creștere economică într-un oraș caracterizat de liberalism economic și piață liberă, susținut de o mână de lucru salariată calificată ce creează valoare adăugată ridicată.
Primăria Municipiului Timișoara oferă facilități atractive, precum reduceri fiscale semnificative, sprijin financiar substanțial și infrastructură de suport tuturor investitorilor care dezvoltă parcuri de afaceri, parcuri industriale, proiecte rezidențiale și de retail, precum și din celelalte sectoare economice.

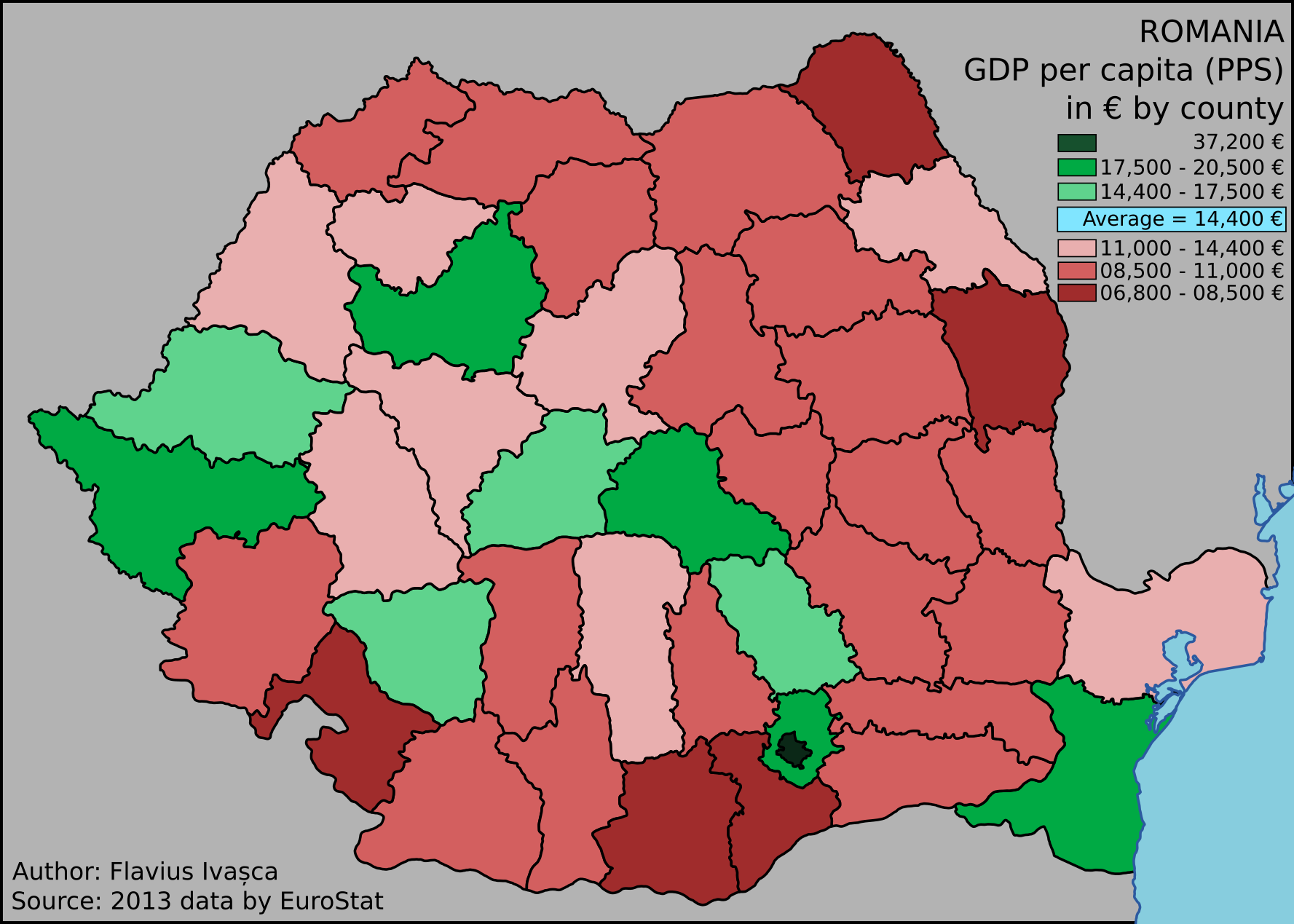
Produsul intern brut per capita al județelor României. Timișul se numără printre cele mai dezvoltate 5 regiuni ale țării din punct de vedere economic

Principalele atuuri ale Timișoarei sunt forța de muncă înalt calificată, infrastructura dezvoltată, caracterul competitiv al mediului de afaceri local, rata antreprenorială ridicată, piața locală stabilă, poziția geografică vestică, caracterul cosmopolit și tradiția inovării. Prin funcțiunile sale complexe, orașul Timișoara polarizează un teritoriu mai larg, fiind cel mai mare centru economic, științific și cultural din regiunea de dezvoltare Vest, concentrând 25,8% din populația urbană, peste 30% din producția industrială, peste 35% din activitățile comerciale și peste 70% din studenții din regiune. Caracteristic economiilor de piață avansate, sectorul serviciilor acoperă un procent tot mai mare din economia timișoreană.

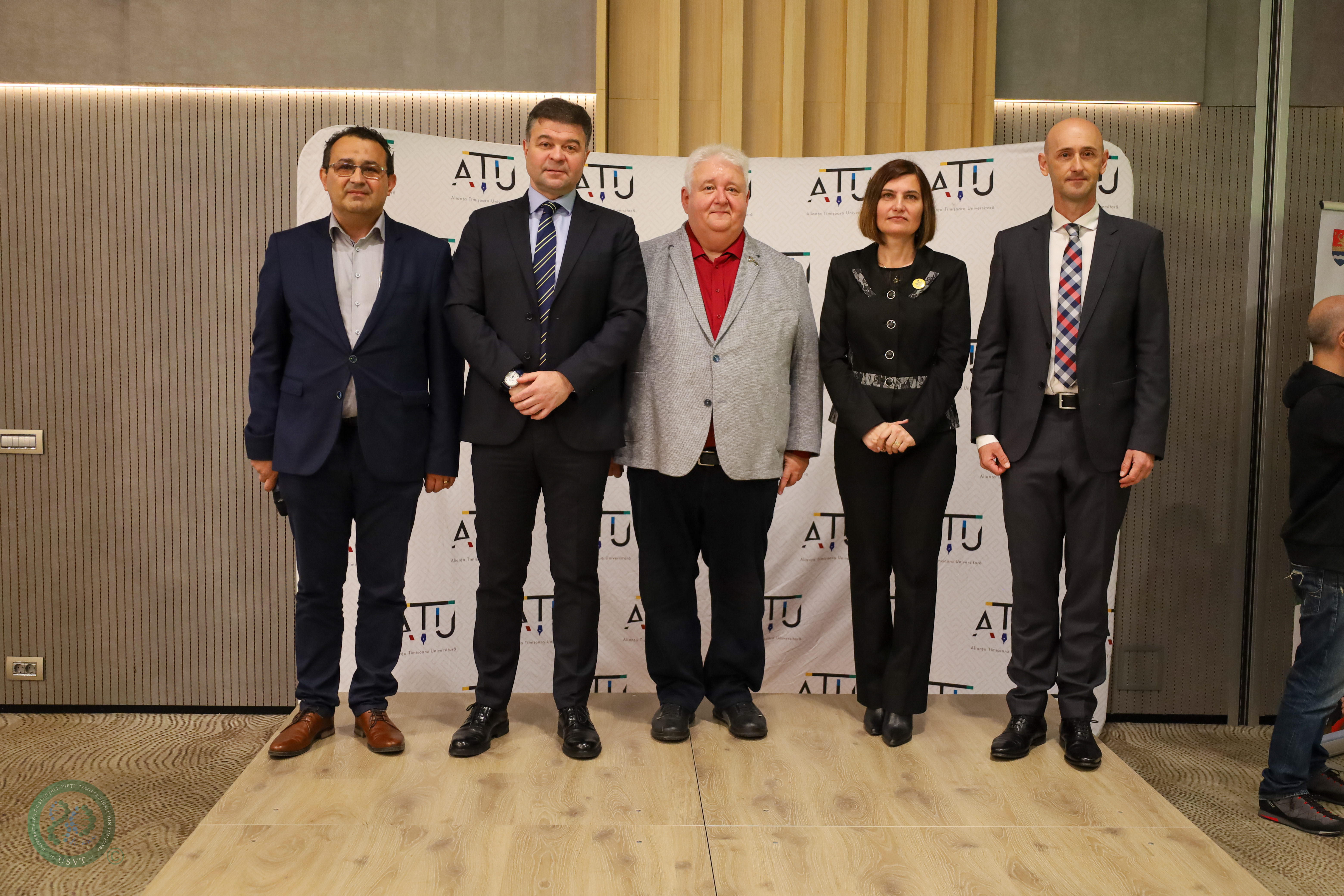
Axată pe cercetare științifică și dezvoltare, Alianța Timișoara Universitară (ATU) este prima și cea mai mare asociație universitară locală din România

Astăzi, Timișoara cunoaște o dezvoltare economică fără precedent, datorată ratei ridicate a investițiilor străine (ISD) și autohtone Greenfield și Brownfield, precum și din sectoarele automotive, înaltă tehnologie și IT. Într-un articol din 2005, revista franceză L'Expansion a numit Timișoara „vitrina economică a României”, referindu-se la numărul mare de investiții străine, considerate ca o „a doua revoluție” prin care orașul trece. În anul 2016, la gala Romanian Best Cities, Forbes a desemnat Timișoara, pentru a doua oară consecutiv și pentru a treia oară în istorie, cel mai dinamic oraș din România din punct de vedere economic și cel mai bun oraș pentru afaceri.
Capitalul străin investit la Timișoara provine în special din țări precum Italia, Germania, Statele Unite, Olanda, Elveția și Franța. Timișoara are una din cele mai scăzute rate ale șomajului din țară, de doar 1,03% în 2012. Timișoara deține un produs intern brut/locuitor mai mult de dublul mediei naționale conform datelor Institutului Național de Statistică.

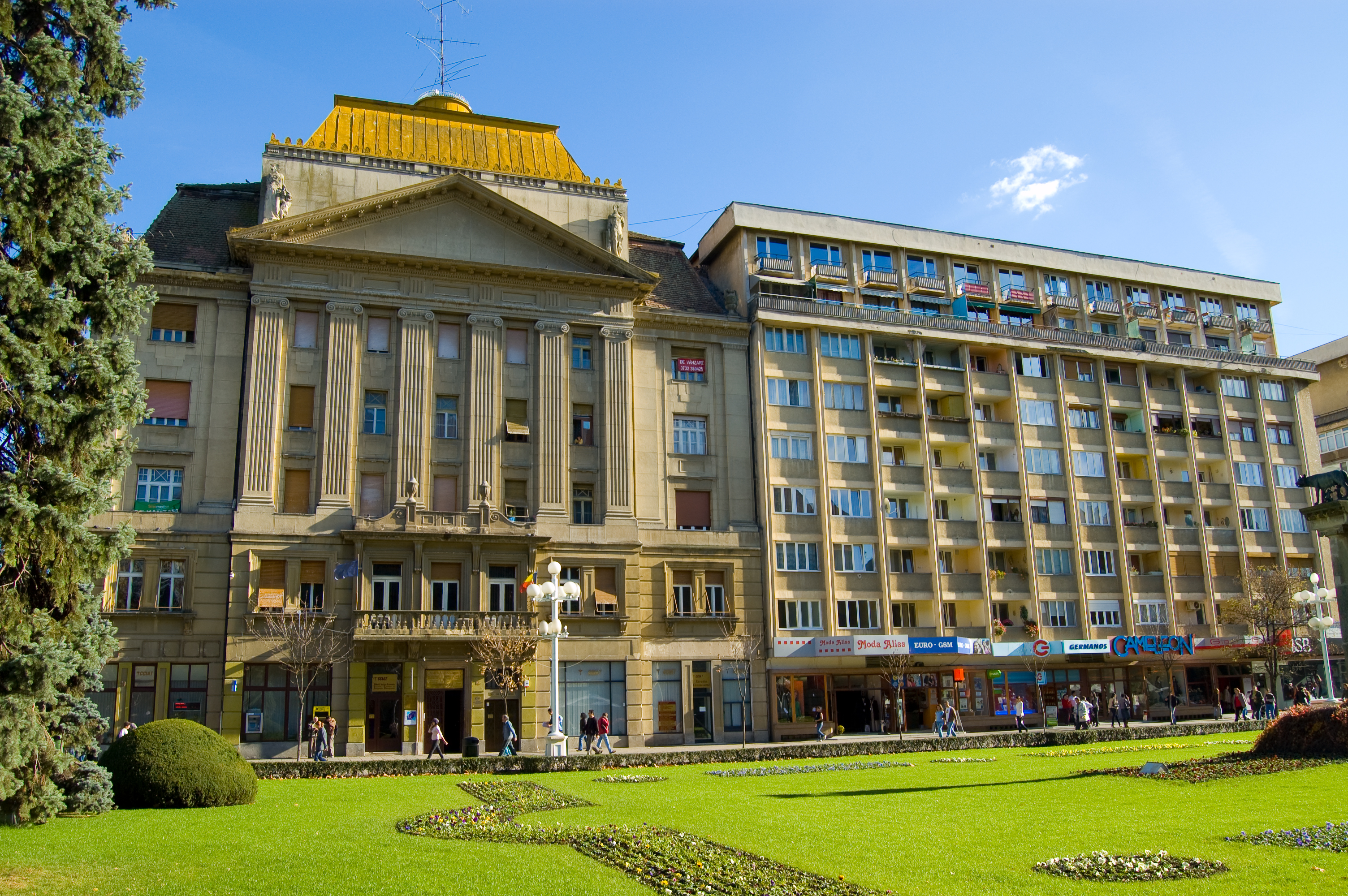
Sediul Camerei de Comerț, Industrie și Agricultură Timiș

### Dimensiune. Evoluție economică
Municipiul Timișoara avea la finalul anului 2020 un număr de 170.737 angajați, ceea ce reprezintă 66,39 % din cei 257.172 angajați ai județului Timiș, cel mai mare efectiv de salariați din țară după București.
În privința evoluției economiei locale, în primele 9 luni din anul 2021 un record de 13.962 noi angajați s-au încadrat în câmpul muncii, depășind în premieră capitala care a avut 10.437 de angajări, și Buzăul care a avut 8.090 de noi persoane angajate conform ANOFM. 32% din volumul total al job-urilor disponibile la nivel național a fost în București și 15% Timișoara, preponderent în domeniile IT/TIC, telecomunicații, finanțe, contabilitate și vânzări.
În anul 2020 Timișoara a atras peste 11,5% din totalul investițiilor private din România, depășită doar de capitala București care a atras aproape 50%. Investițiile private au vizat domeniile producție/logistică, comerț/servicii și imobiliare.

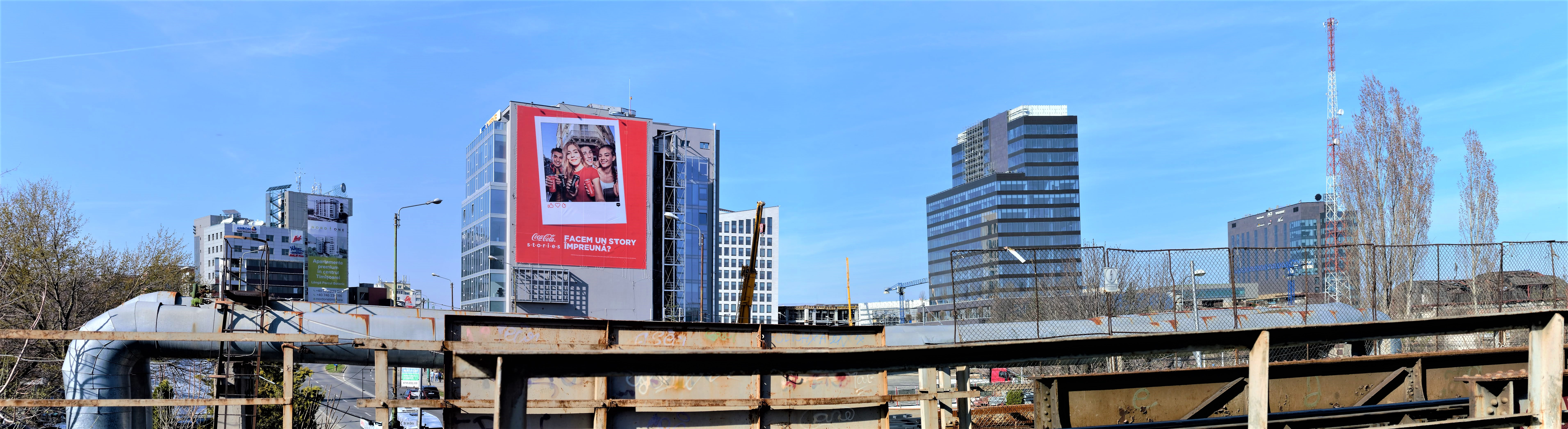
Imagine panoramică a clădirilor de birouri din Piața Consiliul Europei, de la stânga la dreapta: Centrul Financiar-Bancar Europe ONE, sediul Asirom Timișoara (Vienna Insurance Group); turnul AGN Business Center; United Business Center 1, 3 & 2. În prim-plan: Magistrala feroviară CFR 100, componentă a Coridorului Orient/Est-Marea Mediterană (circulația Schengen/Spațiul Economic European & Mobilitatea PESCO - parte a Rețelei Transeuropene de Transport TEN-T Core/principale) - n.r. pe teritoriul României: Vama Curtici (Zona Economică Liberă Curtici) - Porțile de Fier I - Podul Noua Europă (PTF Calafat-Vidin)

Timișoara este lider în privința proiectelor de investiții private din afara Bucureștiului în perioada 2021-2024, atrăgând capital de peste 1 miliard de euro, mai mult de jumătate din totalul investițiilor regionale desfășurate în România, în proiecte de birouri, ansambluri rezidențiale, depozite de mărfuri, retail și hoteluri. Potrivit unei analize efectuate de Romania Property Club în anul 2024, Timișoara atrage în perioada 2025-2029 investiții de peste 4 miliarde de euro, cca. 22% din capitalul total investit în România, depășită doar de București, care atrage aproape 40%.
Potrivit unui raport al Băncii Mondiale din anul 2024, Timișoara are cel mai ridicat nivel al Indicelui de Dezvoltare Umană (IDU) (0.984) din România. Raportul a analizat parametri precum speranța de viață, nivelul educației, standardele de trai și venitul pe cap de locuitor.
Totodată, conform datelor Institutului Național de Statistică, soldul total al investițiilor străine directe (ISD) din județul Timiș, fără cele autohtone, a fost la sfârșitul anului 2023 de cca. 5,2 miliarde de euro, cifră care clasează județul pe locul trei în țară, după București și Ilfov, și primul din provincie.

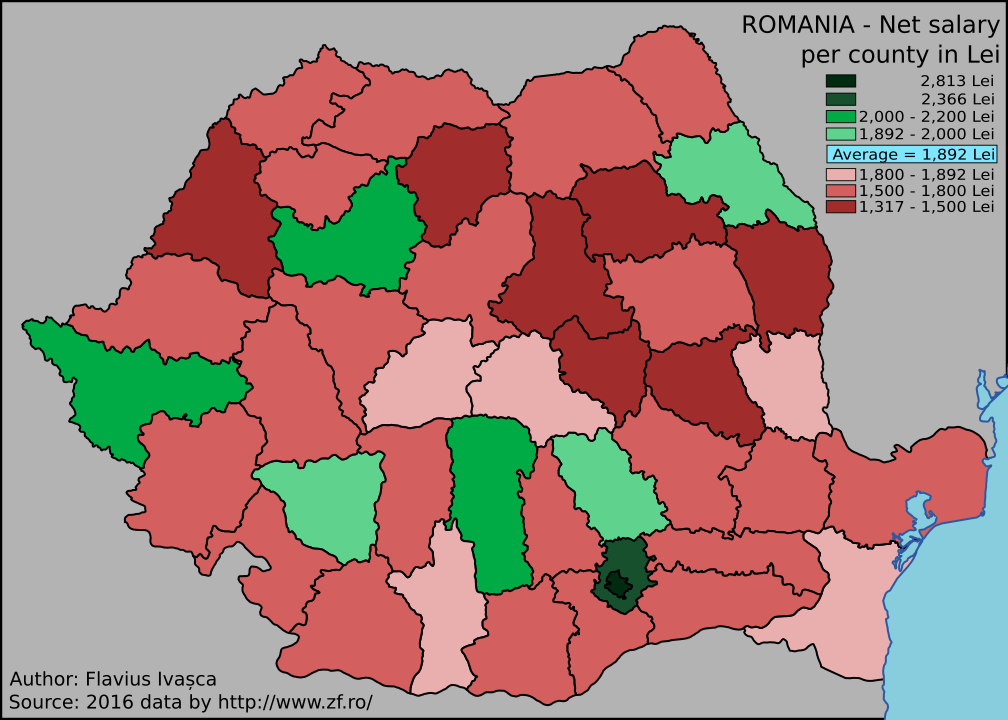
Harta salariului net, pe județe, în România. Timișul are cel mai mare venit mediu din țară după București, iar Timișoara cel mai ridicat standard al vieții la nivel național (locul 53 în Europa)

Timișul are al doilea cel mai mare salariu mediu net din România, ajungând în 2024 la 6.649 de lei, depășit doar de capitala București (6.690 lei), fiind în creștere cu 16,1% față de anul 2023, cea mai mare valoare din România. Pe lângă acesta, se adaugă stimulente fiscale adiționale și beneficii extrasalariale semnificative - bonuri de masă, tichete cadou și de creșă, vouchere de vacanță, carduri preplătite sau pachete de asigurări, precum și deduceri fiscale, decontări și subvenții majore, acordate de angajatorii timișeni. Județul are cea mai mare creștere economică din România între anii 2014 - 2024, valoarea PIB-ului pe cap de locuitor crescând cu 217%.

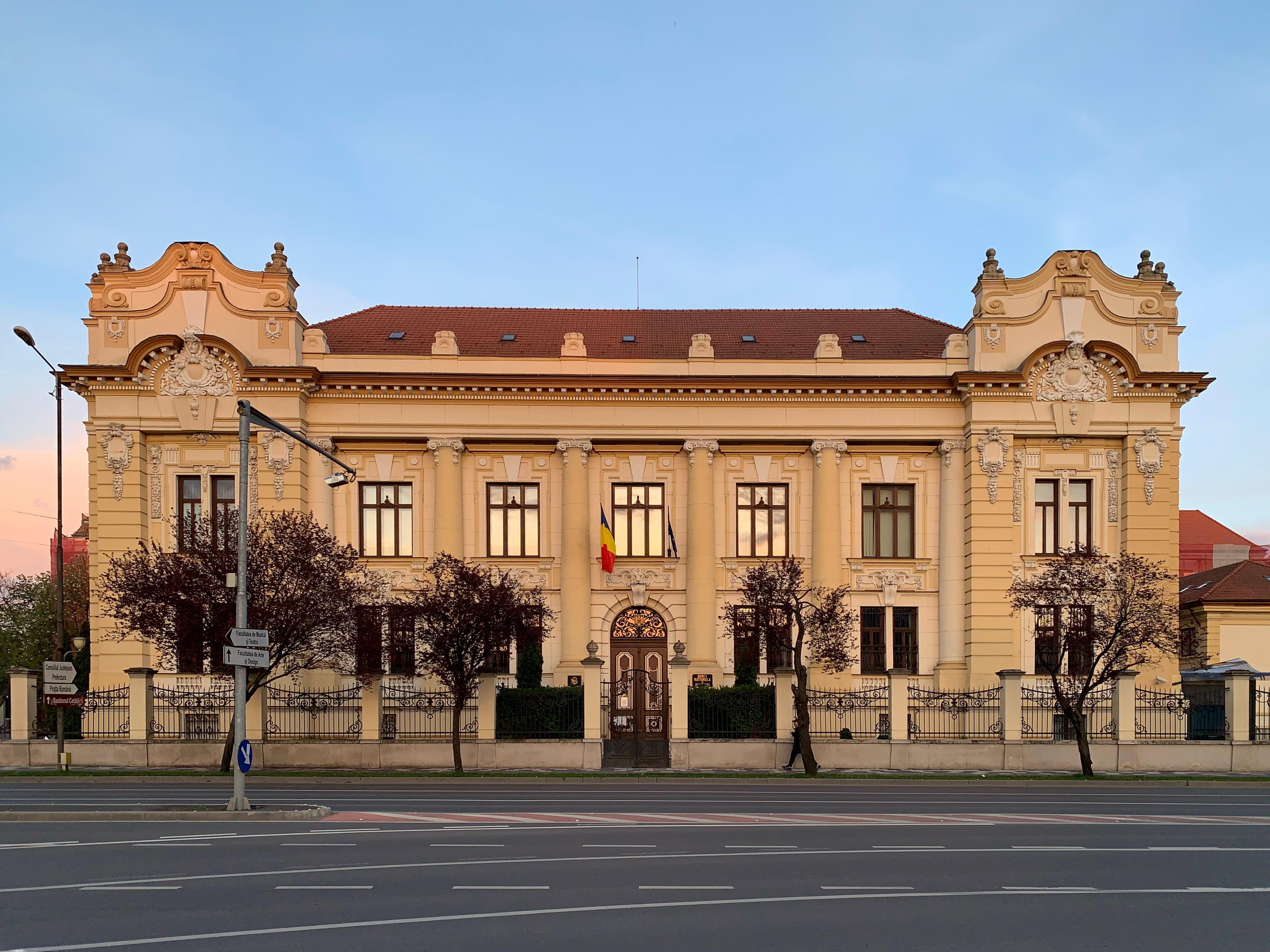
Sediul Sucursalei Regionale Timiș a Băncii Naționale a României, lângă Palatul Poștelor

În același timp, populația are un nivel de educație financiară superior mediei naționale, obținând venituri suplimentare semnificative din ore adiționale de lucru, contracte parțiale de muncă și prestări de servicii în regim liber-profesionist, închirierea de proprietăți/imobile de raport/regim hotelier (Imobiliare.ro, HomeZZ, Romimo.ro, Airbnb, TripAdvisor, Trivago, Booking.com, OLX, Momondo, HotelsCombined, CouchSurfing,  etc.), acțiuni și obligațiuni (bursă, titluri de valoare, dividende, etc.), investiții (metale, pietre prețioase, etc.), economisire (depozite bancare, fonduri de investiții, instrumente financiare derivate), finanțe descentralizate (criptomonede, initial coin offerings, monede digitale), ș.a.m.d.

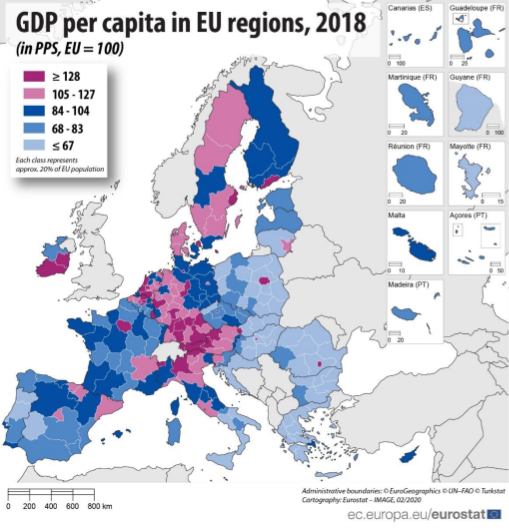
Produsul intern brut per capita al regiunilor Europei. Zona de Vest este cea mai dezvoltată economic din România, alături de București-Ilfov, datorită industriei puternice, sectorului IT/Tech în expansiune accelerată și atragerii constante de investiții

Timișoara este, la rândul său, unul din principalele centre financiare ale României, beneficiind de prezența tuturor băncilor active pe piața națională, găzduind majoritatea sediilor filialelor regionale din zona de Vest, având totodată o rețea extinsă de agenții și bancomate, precum și o dinamică emergentă în zona sectorului fintech, susținută de infrastructura locală de comunicații dezvoltată și de interesul crescut al locuitorilor pentru digitalizarea serviciilor financiare. Pe lângă acestea, orașul găzduiește un număr semnificativ de Instituții Financiare Nebancare (IFN-uri); companii de asigurări; cooperative de credite și contracte de împrumut; societăți și firme de brokeraj; corporații de consultanță financiară, audit și contabilitate; fonduri de investiții, speculative & capital de risc; business angels și grupuri de experți (Financial Think Tanks); incubatoare și acceleratoare de afaceri; entități/asocieri și organizații specializate în scrierea și atragerea de fonduri europene și finanțări pentru sectorul privat/parteneriate publice-private; concerne autohtone și internaționale cu soluții de refinanțare; structuri de publicitate și promovare, planuri/politici de marketing/strategii de investiții și scalabilizare a afacerilor; firme de cercetări de piață/analiză media; companii/persoane fizice autorizate și traineri/formatori de marketing digital & afiliat/e-Commerce/SEM-SEO și telemarketing; întreprinderi de suport pentru stocarea informațiilor în baze/centre de date; holding-uri de branding/externalizare/mercantizare și plasare de produse; operatori economici de recuperare a taxelor și impozitelor/creanțelor și datoriilor/colectare debite și restanțe fiscale; etc., cu servicii dedicate clienților persoane fizice și persoane juridice.

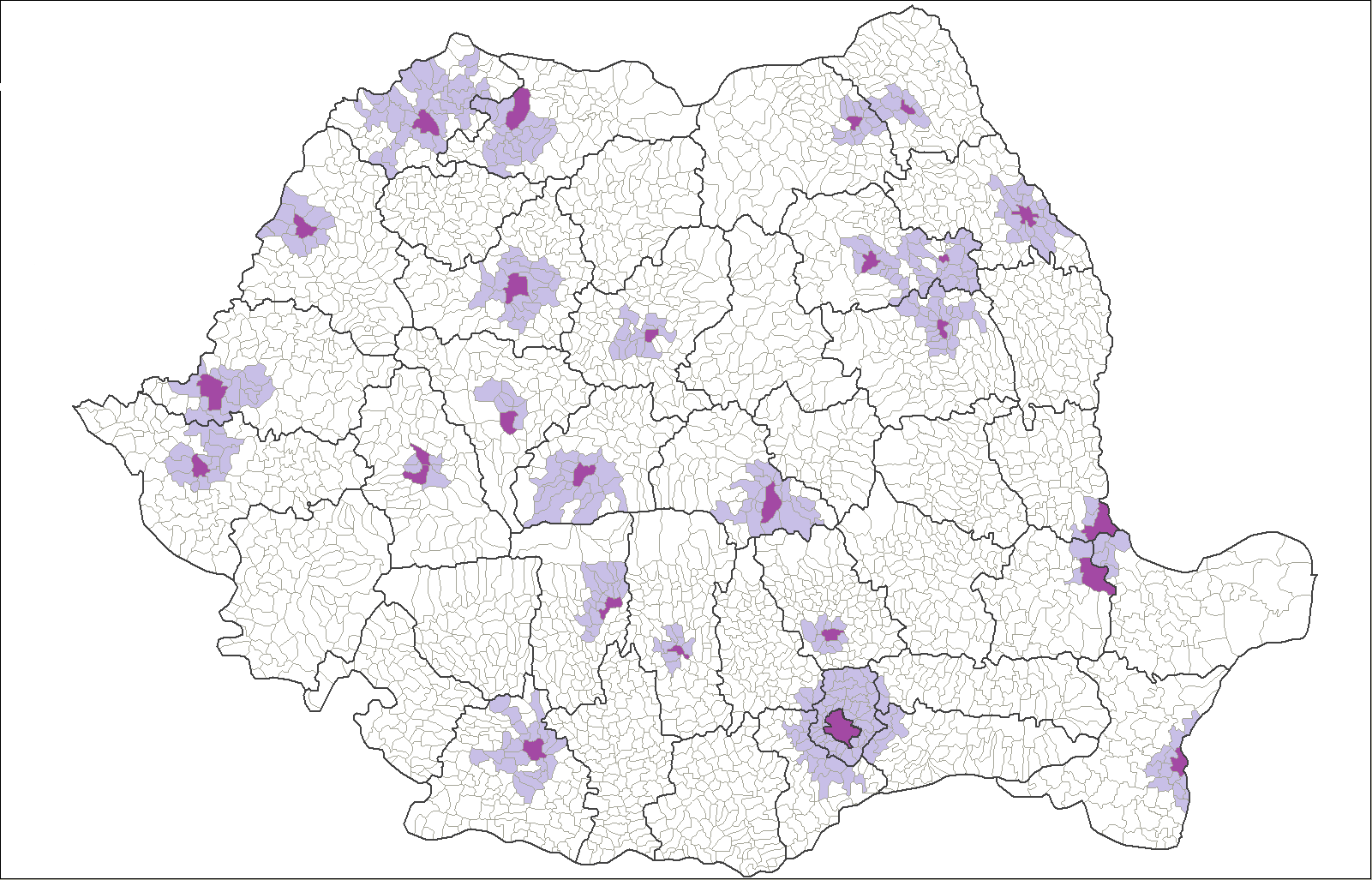
Zonele metropolitane din România. Conurbația Timișoara–Arad (Vest) este cea mai mare aglomerare urbană pe axa București–Budapesta–Belgrad (peste 800.000 de locuitori) - o zonă de polarizare cu impact direct asupra dezvoltării economice și urbane din Europa Centrală și de Est

Județul Timiș are, după București, cel mai mare raport pozitiv dintre populația activă și pensionari dintre județele țării (+43,5%), urmat la mică distanță, de Județul Arad (+39%).
Sediul Agenției Județene pentru Ocuparea Forței de Muncă se află în apropierea Gării de Nord, pe Bulevardul Republicii nr. 21.

Manifestări precum Angajatori de TOP, Zilele Carierei și Târgul Locurilor de Muncă sunt evenimente de tradiție în peisajul economic timișorean.

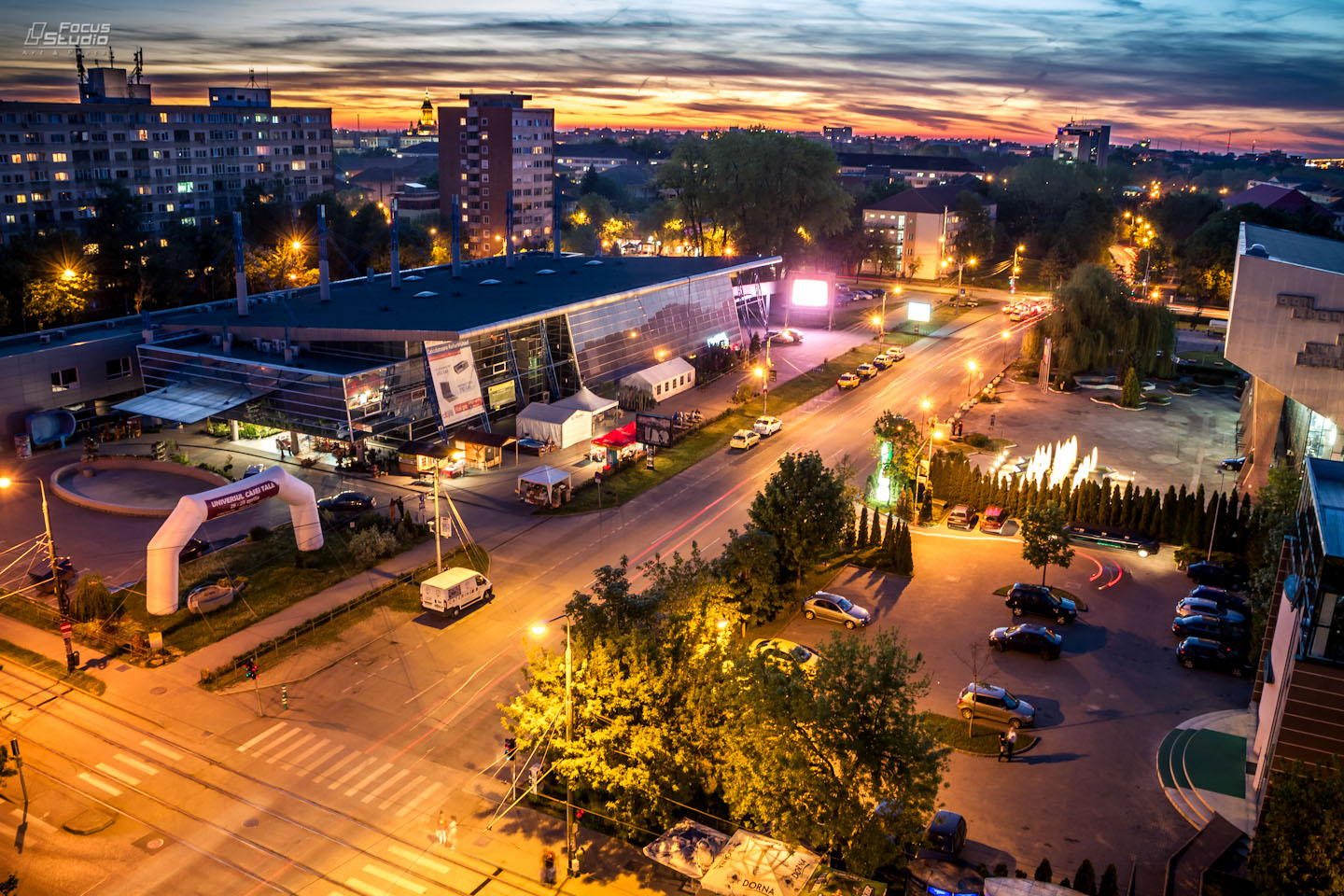
Centrul Regional de Afaceri din zona Olimpia-Stadion

### Sectorul industrial
După 1989 au avut loc schimbări majore în structura activităților industriale din Timișoara datorită proceselor de restructurare și retehnologizare, producția industrială incluzând în prezent atât subramuri cu tradiție, cât și unele noi, moderne și dinamice.
Principalele ramuri industriale care au cunoscut o amploare deosebită în Timișoara sunt industria chimică și petrochimică (Procter & Gamble, Azur (ICC Industries), Linde Gas, Hirsch Porozell, Spumotim, Solventul); industria metalurgică și de utilaje grele (Uzinele Mecanice, Bega Tehnomet, ThyssenKrupp, etc.); industria alimentară (Coca-Cola, Fornetti, Soufflet, Comtim, Agil, Timișoreana etc.); cea de comerț cu amănuntul (Profi, Life Care, Drogerie Markt, Uni Tools, Rus Savitar, GreenForest, Lipoplast, etc.); construcții (General Beton, Demark Construct, Izometal Confort, Bega Grup, SIRD, etc.); transporturi (Carpatair, Dunca Expediții, etc.).  
Cu un stoc de spații industriale și distribuție de 733.000 mp, 40.000 mp în curs de execuție și peste 300.000 mp în pregătire la finalul anului 2023, având exporturi de 7,24 miliarde €, Timișoara este cel mai mare hub industrial și de producție al României după zona București/Ilfov și printre cele mai importante din Europa de Est.

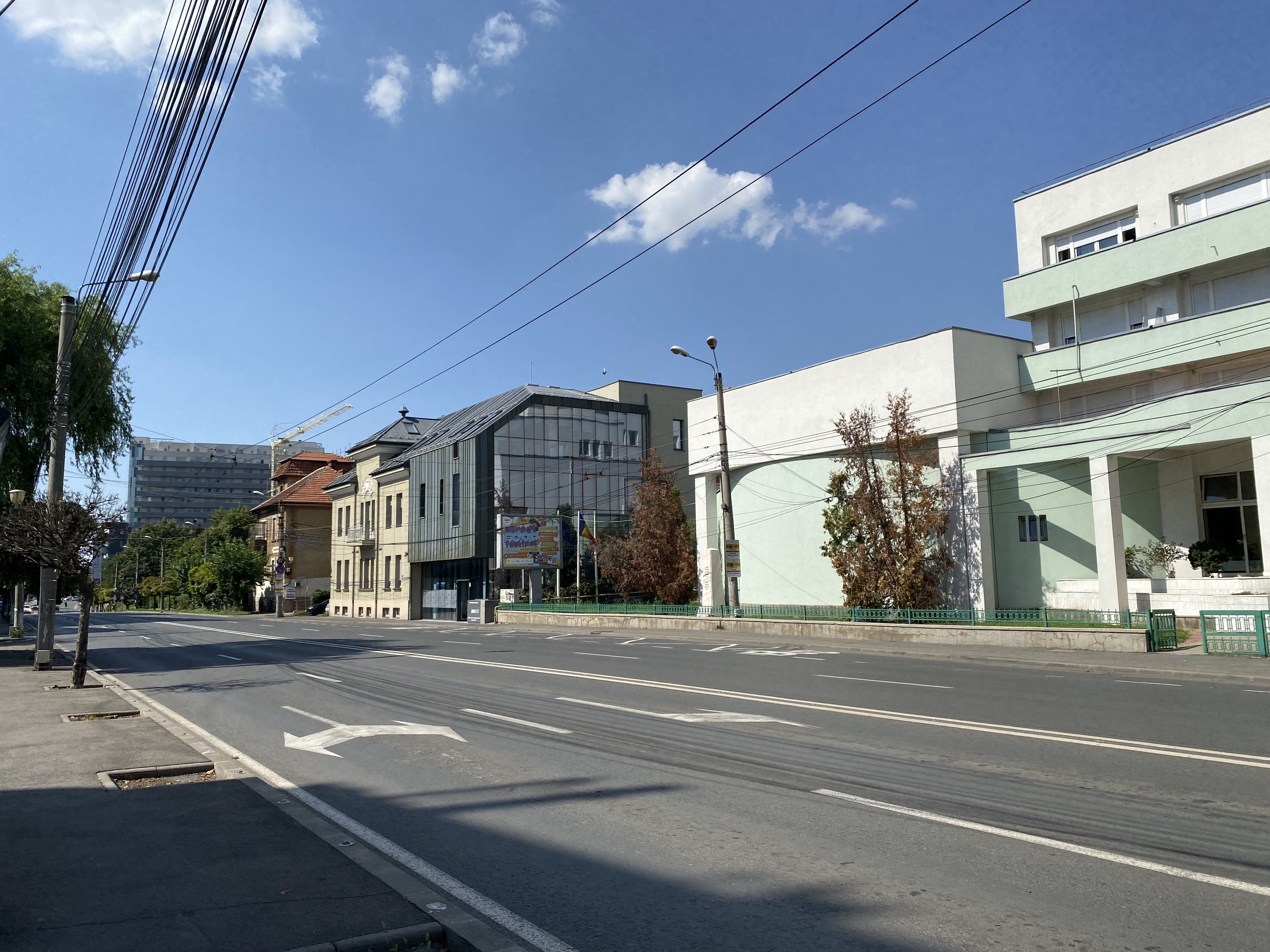
Sediul Agenției pentru Dezvoltare Regională Vest, în zona Circumvalațiunii

### Sectorul IMM și Start-Up
Agenția pentru Întreprinderi Mici și Mijlocii, Atragere de Investiții și Promovarea Exportului are sediul pe Bd. Eroilor de la Tisa nr.22.
Întreprinderile mici și mijlocii, precum și persoanele fizice și juridice autorizate sau asociațiile familiale au cunoscut, începând din anul 1990, o dezvoltare puternică în cadrul economiei locale, reprezentând în prezent cca. 80% din totalul firmelor înmatriculate la Oficiul Național al Registrului Comerțului, conform datelor furnizate de Ministerul pentru Mediul de Afaceri, Comerț și Antreprenoriat, sector accelerat de granturile specifice oferite de Start-up Nation, ONG-uri și universitățile din Timișoara. Analiza structurii IMM-urilor a Agenției Județene pentru Ocuparea Forței de Muncă reliefează faptul că majoritatea forței de muncă din acest sector este angrenată în servicii, comerț și operațiuni de import–export.

Timișoara are un număr mare de firme în întreprinderi mici și mijlocii, în domenii tradiționale – cum sunt industria textilă și a confecțiilor, fabricarea articolelor de îmbrăcăminte și industria pielăriei și încălțămintei: Guban, Banatim, Moda Tim sau Technic Development. De remarcat că aceste domenii s-au dezvoltat inclusiv datorită societăților autohtone, tradiționale în Timișoara, precum Uzinele Textile sau Pasmatex.

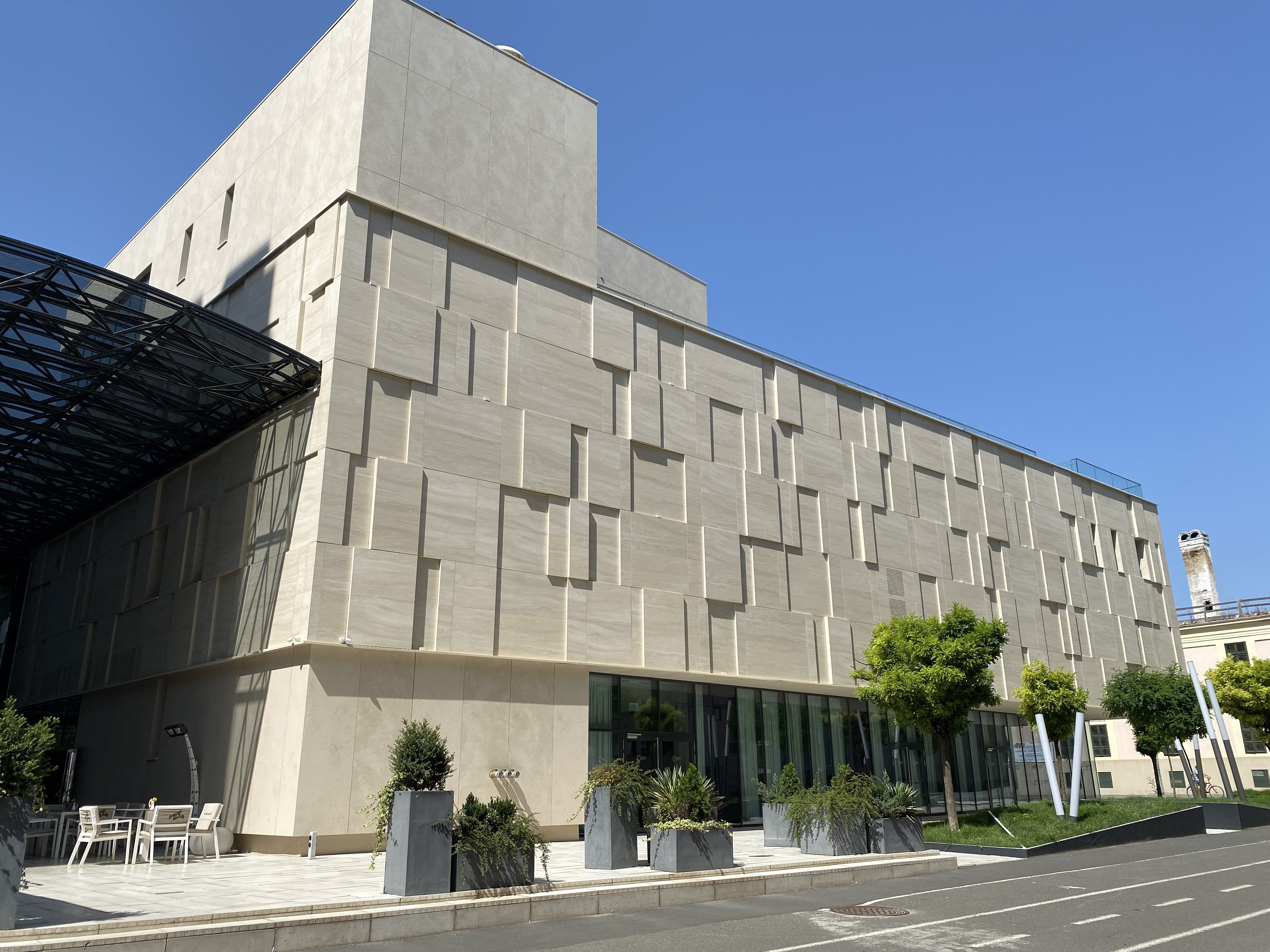
Timișoara Convention Center

### Sectorul automobilistic și de înaltă tehnologie
Industria automobilistică a înregistrat o dezvoltare puternică în ultimii ani, ca o consecință a necesității dezvoltării tehnologice în cadrul unităților industriale existente, în zona Timișoarei concentrându-se firme de renume în acest domeniu (AKWEL, Continental AG, Dräxlmaier, ZF Friedrichshafen, Porsche Engineering, Kromberg & Schubert, TRW, Mahle, Hella, Dura, Valeo, Autoliv, Forvia, Honeywell, Litens Automotive, Heraeus, Liberty Spring, Helbako Electronica, Noventa, etc.).  

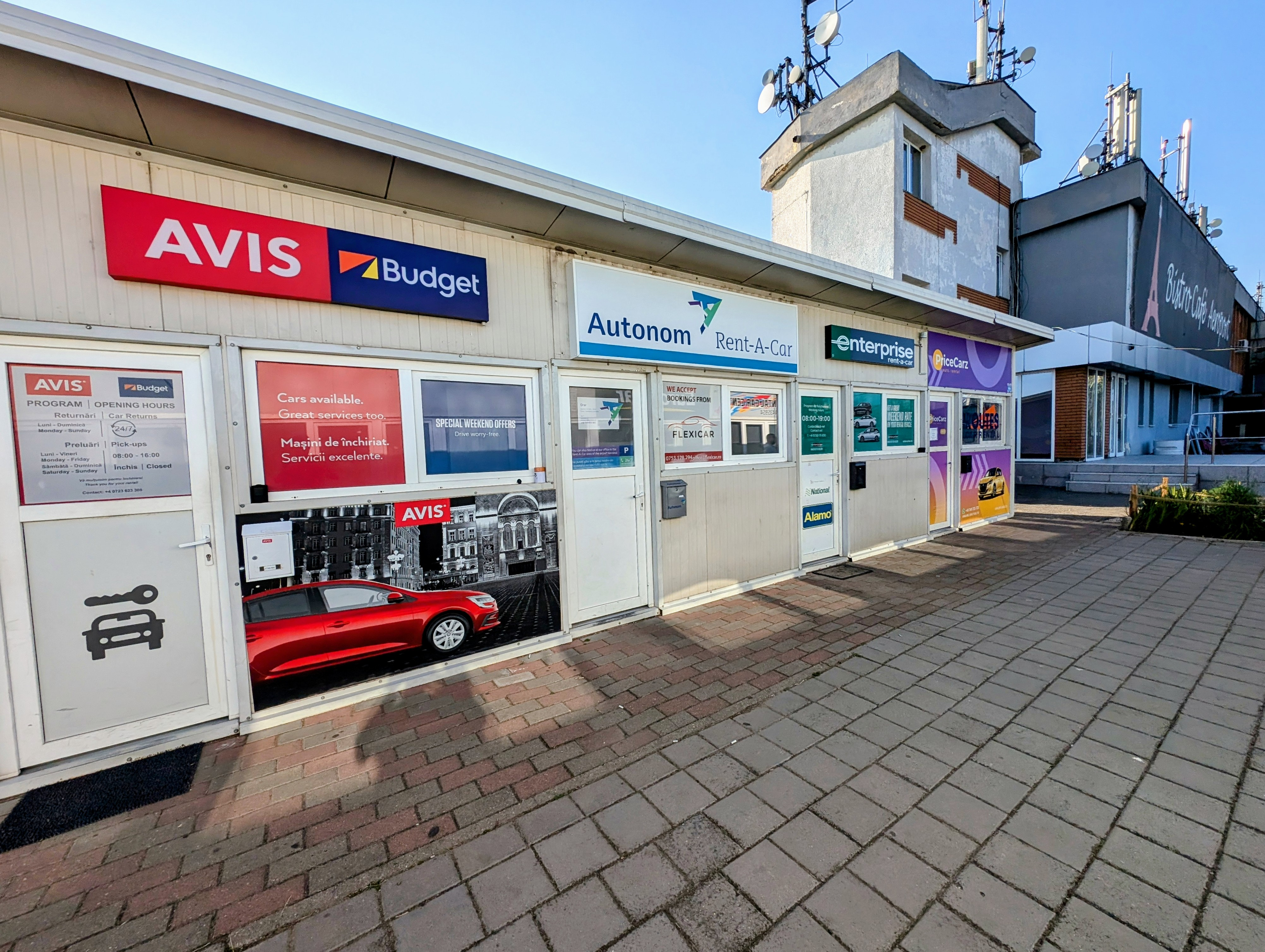
Companii autohtone și multinaționale de ridesharing și închirieri auto pe Aeroportul Internațional Traian Vuia

În anul 2016 în zona cartierului Freidorf a fost inaugurat incubatorul CERC (Centrul Regional de Competențe și Dezvoltare a Furnizorilor în Sectorul Automotive) care sprijină investițiile în sectorul automotive prin implementarea unui pachet de servicii și a unor programe de training în beneficiul întreprinderilor din sector, cu scopul creșterii competențelor acestora, și implicit a performanței sectorului automotive la nivel regional. Acestă ramură economică are vechi tradiții, la Timișoara fabricându-se, între anii 1988 și 1991, modelul de autoturism românesc Dacia 500 Lăstun în uzinele Technometal.
Clusterul Regional în Domeniul Automotive are sediul pe strada Gheorghe Lazăr nr. 14.
Noua Pistă de Testare Auto, proiect de 100 de milioane de euro, care cuprinde un centru integrat de cercetare – dezvoltare și un Smart City dedicat testării vehiculelor autonome, se construiește în localitatea Biled, la 23 km nord-vest de Timișoara.

#### Industria high-tech
Industria electronică și electrotehnică este o ramură de succes în industria orașului Timișoara, mai ales datorită investițiilor marilor întreprinderi cu activități în producția „high tech” (Flextronics, Bosch, ABB Rometrics, AEM, ELBA, Ericsson, Vitesco Technologies, EYBL, Saguaro Technology, Frigoglass, Siemens (la Buziaș), Kimball Electronics, Hamilton, ELSTER Rometrics, etc.), ceea ce a determinat și o dezvoltare a societăților autohtone, furnizori sau sub-contractori ai acestora.
Centrul Regional de Inovare și Transfer Tehnologic are sediul în Palatul Dejan, pe strada Proclamația de la Timișoara nr. 5.

### Sectorul construcțiilor

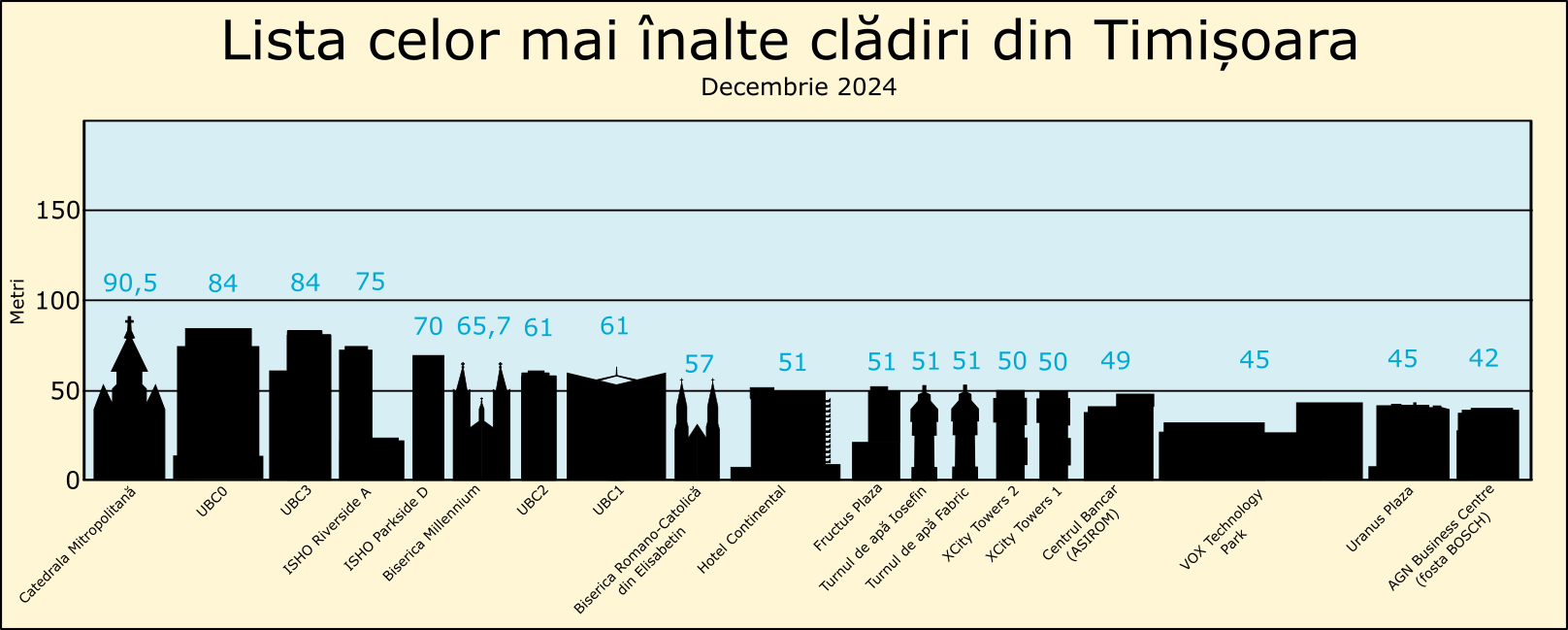
Diagramă stilizată a celor mai înalte structuri din Timișoara. Catedrala Mitropolitană Ortodoxă, clădirile de birouri din ansamblul urbanistic Iulius Town și blocurile de apartamente din proiectul cu utilizare mixtă ISHO domină skyline-ul urban al orașului

Oficiul de Cadastru și Publicitate Imobiliară Timiș are sediul pe strada Armoniei nr. 1C.
În vederea reducerii consumului de energie și a nivelului emisiilor generate de clădirile din sectorul construcțiilor, Primăria Municipiului Timișoara și-a setat ca obiectiv atingerea nivelului de emisii zero pentru toate construcțiile până în anul 2030, oferind sprijin investitorilor pentru implementarea celor mai înalte standarde de sustenabilitate și eficiență energetică pentru clădirile verzi, precum LEED, BREEAM, WELL și nZEB+, atât pentru proiectele de birouri, cât și pentru cele de locuințe, comerciale, logistice sau industriale, asigurând totodată dezvoltatorilor, prin acest pachet de măsuri, costuri minime de întreținere și operare și o rentabilitate investițională maximă, proiect stimulat și prin inițiativele guvernamentale cu finanțare europeană nerambursabilă, cum ar fi Casa Verde.

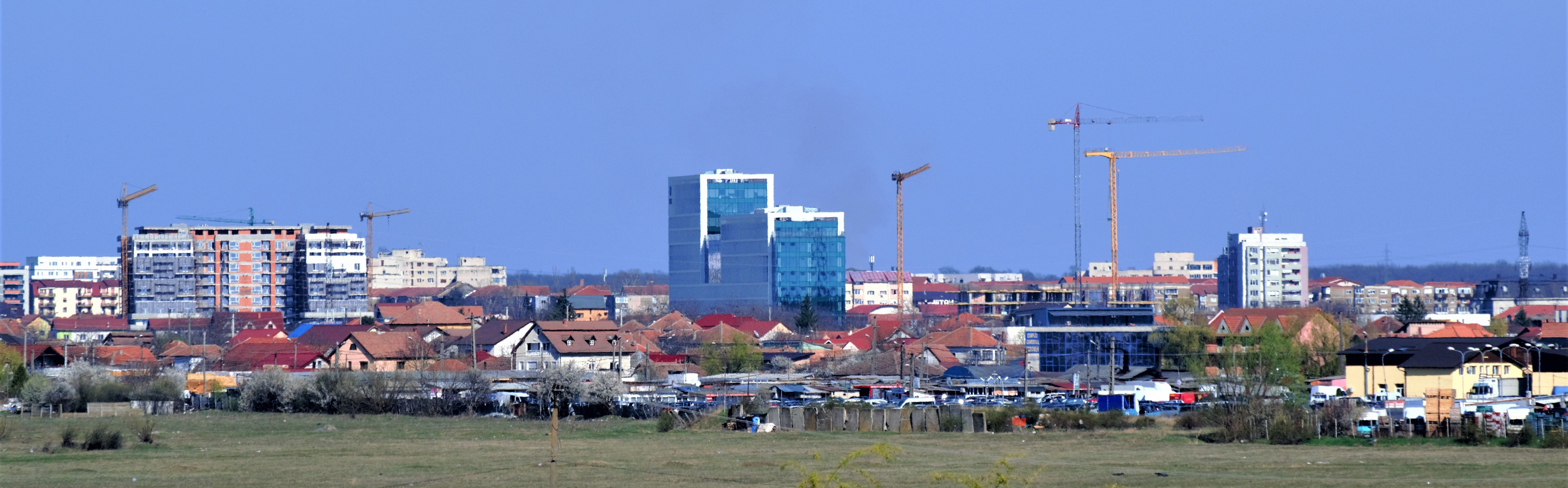
Imagine panoramică cu investițiile din zona de nord a orașului, evidențiind construirea de turnuri de birouri, precum și expansiunea accelerată a sectorului imobiliar, comercial și de servicii al Timișoarei

Piața rezidențială timișoreană, susținută de trendul economic ascendent, a cunoscut un boom în a doua jumătate a anilor 2010. În anul 2020 un record regional de 6.003 locuințe au fost livrate pieței, în creștere cu 223% comparativ cu anul 2010. Între 2015 și 2020 Timișoara a avut cele mai multe autorizații de construcție pentru clădiri rezidențiale dintre orașele regionale, conform datelor oficiale ale Agenției Naționale a Locuințelor.
Majoritatea proiectelor au fost ansambluri rezidențiale înalte, adresate segmentului mass și middle market. De la an la an se remarcă o cerere în creștere pentru segmentul upper-middle și premium, cum ar fi ISHO sau Vox Vertical Village. În primele 9 luni din 2016, potrivit datelor Agenției Naționale de Cadastru și Publicitate Imobiliară (ANCPI), s-au încheiat 32.836 tranzacții de vânzare/cumpărare, județul Timiș fiind astfel cea mai mare piață imobiliară din țară după București–Ilfov, performanță impulsionată și de programele guvernamentale dedicate, cum ar fi Noua Casă.
87% din acestea au avut loc în Timișoara și comunele limitrofe. Comunitățile rezidențiale suburbane reprezintă un fenomen din ce în ce mai vizibil în zona metropolitană, găzduind locuitori din clasele de mijloc și superioară, datorită procesului de gentrificare.
În 2023, cu un total de 1.459 de proiecte rezidențiale în execuție și pregătire, Timișul a devenit oficial cea mai mare piață imobiliară din România, devansând zona București-Ilfov (1.130 proiecte).
Proiecte imobiliare integrate și dezvoltări cu utilizare mixtă de mare anvergură, ce urmează principiile de planificare urbană ale Orașului de 15 Minute și ale Noului Bauhaus European (NEB), sunt în construcție - noul cartier Timișoara Nord, cu o suprafață de peste 1.000 de hectare, ce cuprinde investiții private de peste 5 miliarde de euro , sau noua zonă de regenerare urbană Antenelor, din jurul ansamblului urbanistic Iulius Town Timișoara, ce cuprinde clădiri de birouri, ansambluri rezidențiale, hoteluri, spații comerciale și zone verzi, fiind doar câteva exemple.
Filiala Teritorială Timiș a Ordinului Arhitecților din România are sediul în zona Tipografilor, pe strada Take Ionescu nr. 50.
Târgul Imobiliar Timișoara, cel mai mare eveniment de profil din vestul României, reunește în fiecare an peste 200 de dezvoltatori și profesioniști în domeniu.

### Sectorul office

#### Segmentul clădirilor de birouri
Piața clădirilor de birouri a cunoscut o explozie în ultimul deceniu, stocul spațiilor office clasa A dispuse închirierii ajungând în anul 2019 la peste 320.000 m², cu o perspectivă de creștere de 20% pe an în următorii patru ani și o rată medie de neocupare a spațiilor de sub 5%, în proiecte ca City Business Centre (AFI Europe), ISHO Offices, Vox Technology Park, United Business Center (Iulius Group), Bega Business Park (Bega Grup), A.G.N Business Center sau Romcapital Offices (Romcapital Grup). Timișoara este, astfel, a doua cea mai mare piață de birouri din țară.

#### Industria IT&C
Industria IT este în continuă dezvoltare. Companii de notorietate precum Google, Microsoft, IBM, Intel, Nvidia, Siemens, Nokia, Huawei, Atos, Accenture, Endava, Amazon, Ness Technologies, BitDefender, Visteon sau Alcatel-Lucent au birouri în oraș, sprijinind – prin hub-urile și atelierele digitale create – start-up-urile și IMM-urile din domeniu, oferind spații de muncă colaborative pentru studenți, precum și sesiuni de pregătire specializată în domeniul business-ului și competențelor digitale, datorită parteneriatului dintre sectorul privat, organizațiile publice și universități. Acest domeniu cunoaște o evoluție accelerată și pe fondul dezvoltării societăților locale, cum ar fi Lasting sau ETA2U. În anul 2014 a fost inaugurat clusterul INCUBOXX, cel mai mare incubator de afaceri în IT&C din România, care include 54 de spații de birouri adresate antreprenorilor și firmelor cu capital autohton din domeniu.
Clusterul Regional de Tehnologia Informației și Comunicațiilor are sediul în zona Cetate, pe strada Proclamația de la Timișoara nr. 5.
În anul 2021 Timișoara a fost declarat cel mai bun oraș din România și al treilea din Europa pentru munca la distanță, conform raportului de specialitate efectuat de platforma OVO Network. Într-o analiză realizată de compania Nomadlist în anul 2022, Timișoara se află pe primul loc în clasamentul orașelor din România preferate de liber profesioniștii și companiile din domeniu, ceea ce a determinat și dezvoltarea spațiilor de lucru colaborative de tip Coworking. Cu o viteză de download de 90,27 de megabiți pe secundă, Timișoara a fost în 2013 orașul cu cel mai rapid Internet din lume.

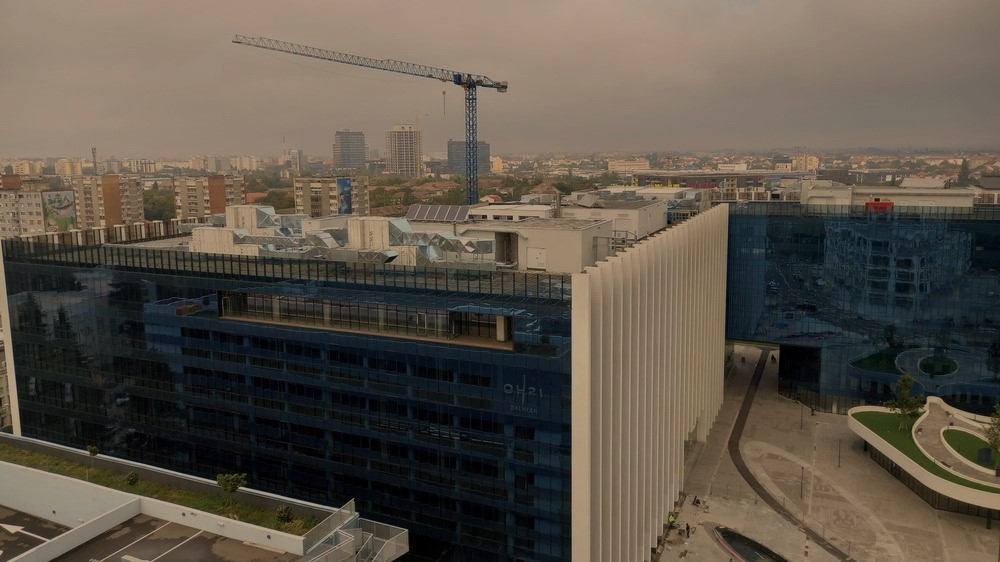
Vedere de ansamblu asupra zonelor de regenerare urbană din Timișoara, orientate spre dezvoltarea unor ecosisteme economice cu valoare adăugată ridicată, în domenii precum tehnologia informației și comunicațiilor, industriile creative și sectorul terțiar. Aceste transformări sunt corelate cu extinderea proiectelor rezidențiale și comerciale, conturând orașului un nou model de dezvoltare urbană integrată

Noul cloud guvernamental, investiție de peste 2,2 miliarde de lei, va avea un centru de date în localitatea Giroc, lângă Timișoara.
În acord cu noile tendințe globale de sustenabilitate, primăria a elaborat strategia de Smart City a municipiului, în parteneriat cu firme din sectorul privat, ce cuprinde soluții Internet of Things (IoT) și Embedded systems. Printre proiectele implementate se numără management-ul urban de supraveghere video, smart parking-ul, hotspot-uri WI-FI în locurile publice și mijloacele de transport în comun, iluminat inteligent cu senzor de mișcare Smart Pillar, Strawberry Tree - stâlp cu panouri solare pentru încărcarea dispozitivelor mobile, sau digitalizarea administrativă prin plata taxelor, impozitelor, precum și eliberarea avizelor, a autorizațiilor de construcție și a certificatelor urbanistice online.
În colaborare cu experții de la Banca Europeană pentru Reconstrucție și Dezvoltare, Primăria Municipiului Timișoara a elaborat Planul de Acțiuni pentru Oraș Verde (PAOV), ce prezintă strategia de investiții și măsuri pentru reducerea poluării și îmbunătățirea infrastructurii orașului, cu o valoare de 782 de milioane de euro, împărțite în șase domenii: Transport (333 de milioane de euro), Energie (166 de milioane de euro), Clădiri (130 de milioane de euro), Apă (78 de milioane de euro), Deșeuri (54 de milioane de euro), Utilizarea terenurilor (16 milioane de euro) și Industrie (3 milioane de euro).
Pe data de 27 aprilie 2023, la Timișoara, s-a fondat, în premieră pentru România, Alianța Orașelor Verzi, în parteneriat cu orașele Arad, Reșița și Lugoj. Această colaborare regională este menită să accelereze tranziția către un mediu urban mai curat, mai sănătos și mai sustenabil, precum și de a adopta soluții comune la provocările climatice.
Prezența Clusterului de Energii Sustenabile ROSENC, cu sediul pe splaiul Tudor Vladimirescu nr. 33, crește competivitatea Regiunii de Vest pe plan internațional în domeniul energiilor sustenabile, accelerând implementarea investițiilor în sectoarele energiilor regenerabile și ingineriei energetice.
Alături de București, Timișoara a intrat în 2019 în Topul 500 World Innovation Cities, publicat de Forumul Economic Mondial.

### Sectorul comercial
Bega Shopping Center este singurul centru comercial din centrul Timișoarei și primul din oraș, deținut de Bega Grup. Centrul comercial este structurat pe 6 niveluri, are o suprafață închiriabilă de 12.000 m², 42 de magazine și dispune de o parcare de peste 100 de locuri și rasteluri pentru biciclete. Are ca ancoră un supermarket Carrefour de 1.800 m² și dispune de un food-court cu o capacitate de 500 de locuri cu restaurante, cafenele și zonă de lounge, loc de joacă pentru copii, evenimente și expoziții. Printre magazinele găzduite se numără Puma, DM, Takko, Jolidon, DPD, Orange, Pepco, Steilmann, Sinsay, Șiș Kebab, Vodafone, UniCredit, Yves Rocher ș.a.

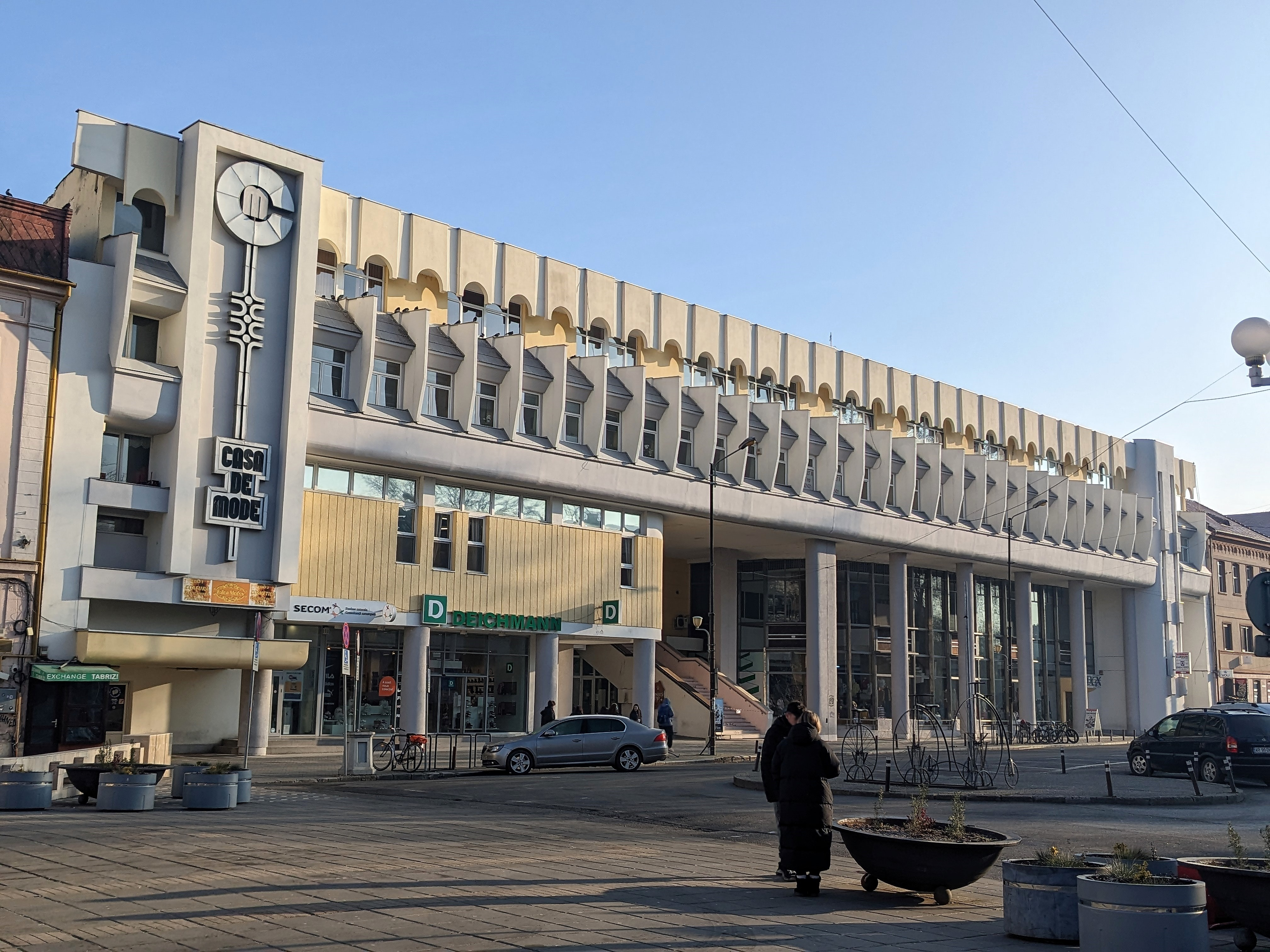
Complexul Modex, primul centru comercial modern din Timișoara. Clădirea a devenit un reper urban, reunind spații comerciale, magazine de modă și servicii

În octombrie 2005 a fost inaugurat centrul comercial Iulius Mall. Din 2015 Iulius Group și Atterbury Europe investesc în extinderea centrului prin ansamblul urbanistic Iulius Town, investiția reprezentând una din cele mai mari infuzii de capital privat în sectorul de real estate realizată vreodată în România, și totodată cea mai mare investiție din afara Bucureștiului. Astfel, doar în faza I a dezvoltării proiectului, inaugurată în 2019, proiectul a necesitat o investiție totală de 442 de milioane de euro, ce cuprinde printre altele o suprafață de 120.000 mp de retail, 100.000 mp office, 450 de magazine, 4.070 de locuri de parcare, centru de conferințe cu 3 săli și capacitate de peste 1.000 de persoane, școală primară și grădiniță cu predare după curriculum britanic, cea mai înaltă clădire din România, un pasaj subteran destinat traficului auto și un parc suspendat de 5,5 ha.

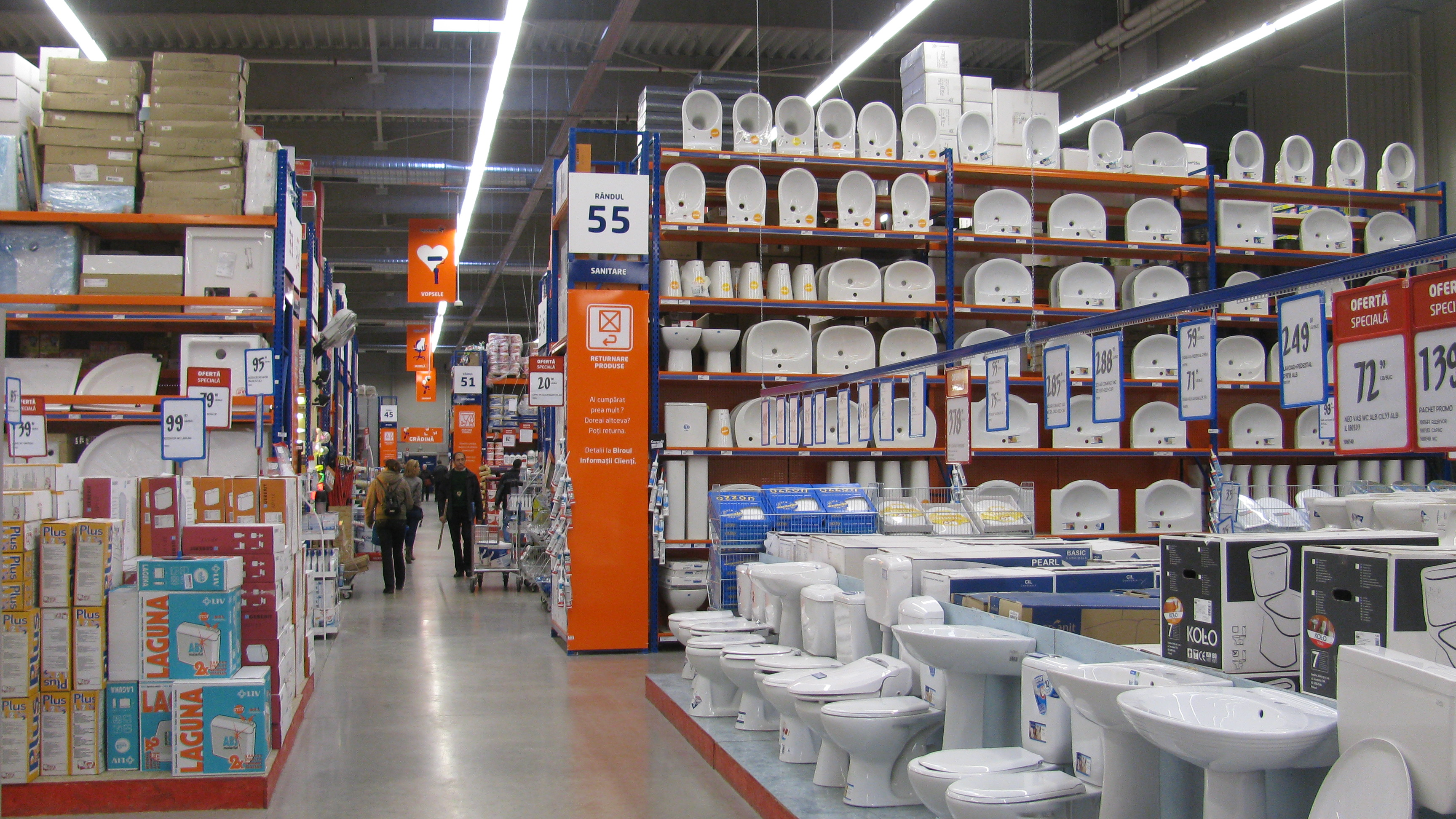
Imagine interioară dintr-un hypermarket din zona comercială Antenelor (Divizia 9 Cavalerie), unul din polurile de retail ale Timișoarei, ce cuprinde centrele comerciale Galeria 1, Kapa Center și EURO; magazinele de bricolaj Dedeman și Brico Dépôt; dar și numeroase reprezentanțe, showroom-uri, puncte de comerț en-gros, vânzare cu amănuntul, spații de cumpărături și servicii

Al doilea mall, Shopping City, a fost deschis în Noiembrie 2015 în urma unei investiții de 84 de milioane de euro de către NEPI Rockcastle. Centrul comercial dispune de o suprafață închiriabilă de 70.000 m², întinzându-se pe aproape 20 ha și cuprinzând 110 magazine desfășurate pe 2 niveluri și 2.700 de locuri de parcare terane, supraterane și rasteluri pentru biciclete. Centrul comercial are ca ancoră un hypermarket Carrefour de 10.000 m², un magazin de bricolaj Dedeman de 16.000 m², cel mai mare cinematograf Cinema City din afara Bucureștiului cu 13 săli 3D, dintre care o sală IMAX cu cel mai mare ecran din România și o sală 4DX, food court cu peste 1.500 de locuri, sala de fitness Smartfit 3 cu piscină semi-olimpică, clubul de biliard și bowling Seven&Play Again și cazinoul Jack Slots, locul de joacă pentru copii Fun Planet, zone de lounge, restaurante, terase, cafenele, baruri, precum și târguri, evenimente interactive și expoziții. Dintre brandurile de top prezente în Shopping City se numără: Adidas, Benvenuti, Betty Ice, Bigotti, Burger King, C&A, CCC, Deichmann, DM, Douglas, Ecco, Editura Litera, ETA2U, Flanco, Fornetti, Gerovital, Germanos, HelpNet, Hervis, H&M, Humanic, Inditex (Zara, Bershka, Pull&Bear, Stradivarius), Intersport, IQOS, Jolidon, Kenvelo, KFC, LC Waikiki, Lee Cooper, Levi's, LPP (Reserved, House, Cropp, Sinsay), McDonald's, Media Galaxy, New Yorker, Noriel, Peek & Cloppenburg, Pepco, Pegas, Pizza Hut, Salamander, Sensiblu, Sephora, Spartan, Starbucks, Tezyo, inmedio, Yves Rocher, ș.a. În primul an de la deschidere, Shopping City Timișoara a avut un trafic de peste 9 milioane de vizitatori.
Alte centre existente sunt lanțul de magazine Bega (deținute de Marius și Emil Cristescu), galeriile Aushopping (deținute de Ceetrus), parcul de retail Funshop Park (Scallier Investment), precum și centrele comerciale Galeria 1, Kappa, EURO, Alfa, Dallas, ASD Shop, SUD Plaza, ș.a.
Piața timișoreană de comerț cu amănuntul cuprinde numeroase magazine, supermarketuri și hipermarketuri, operate de către concerne naționale și internaționale precum: Annabella (supermarket); Auchan (Auchan Holding); Kaufland & Lidl (Schwarz Gruppe); Carrefour Hypermarket, Carrefour Market, Carrefour Express și Supeco (Groupe Carrefour); Penny Market (REWE Group); Mega Image - Shop&Go (Delhaize Group & Ahold Delhaize); reMarkt (Metro AG); METRO & La Doi Pași (Metro AG); Selgros (Coop Group); Super Mercato (Super Mercato Group); Profi (Mid Europa Partners - Louis Delhaize Group); Unicarm (Vasile Lucuț); Jumbo (Apostolos E. Vakakis) și Decathlon (Mulliez Group). La acestea se adaugă numeroase aprozare, magazine de proximitate și alimentare, ce completează nevoile de consum ale timișorenilor.

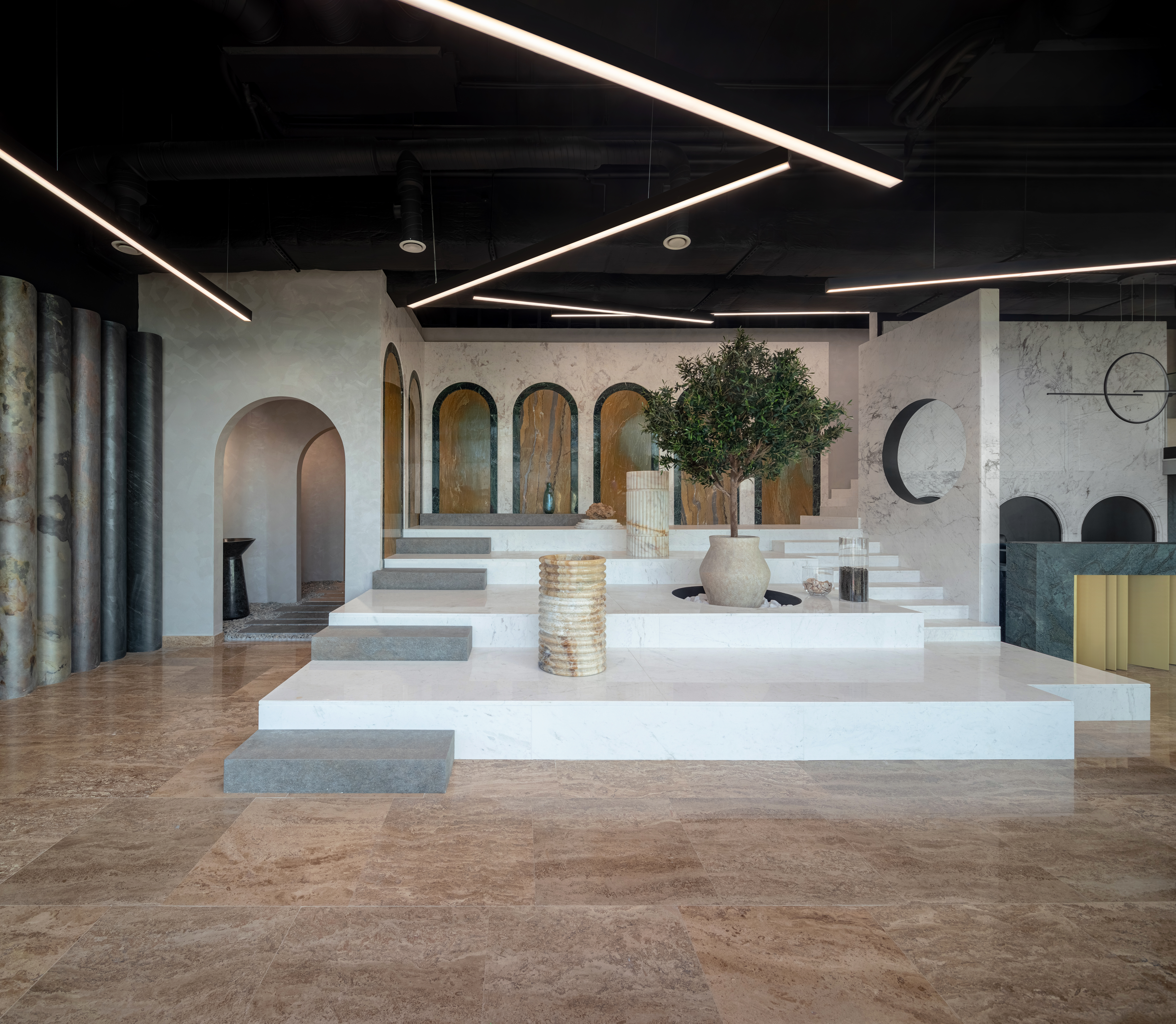
Showroom de decorațiuni interioare pe Calea Torontalului din Timișoara. Sectorul comerțului cu amănuntul ocupă un loc esențial în economia timișoreană

Pe piața de bricolaj și DIY sunt prezente magazinele și showroom-urile companiilor Altex-Greenfield (Cometex); IKEA (Inter IKEA Systems B.V. Group); Dedeman (Dragoș și Adrian Pavăl); Hornbach (Hornbach Holding AG); Brico Dépôt (Kingfisher); Arabesque (Cezar Rapotan); Leroy Merlin (Adeo Group); Mobexpert (Dan Șucu) și Mömax (XXXLutz), parte a unor rețele autohtone și internaționale.
La sfârșitul săptămânii, Sâmbăta și Duminica, se organizează târguri-talcioc la bazarurile din piețele Aurora și Flavia, în zona cartierului Calea Șagului.

### Sectorul HoReCa și turistic
Asociația pentru Promovarea și Dezvoltarea Turismului în Județul Timiș are sediul în zona Fabric, pe strada Dacilor nr. 25.

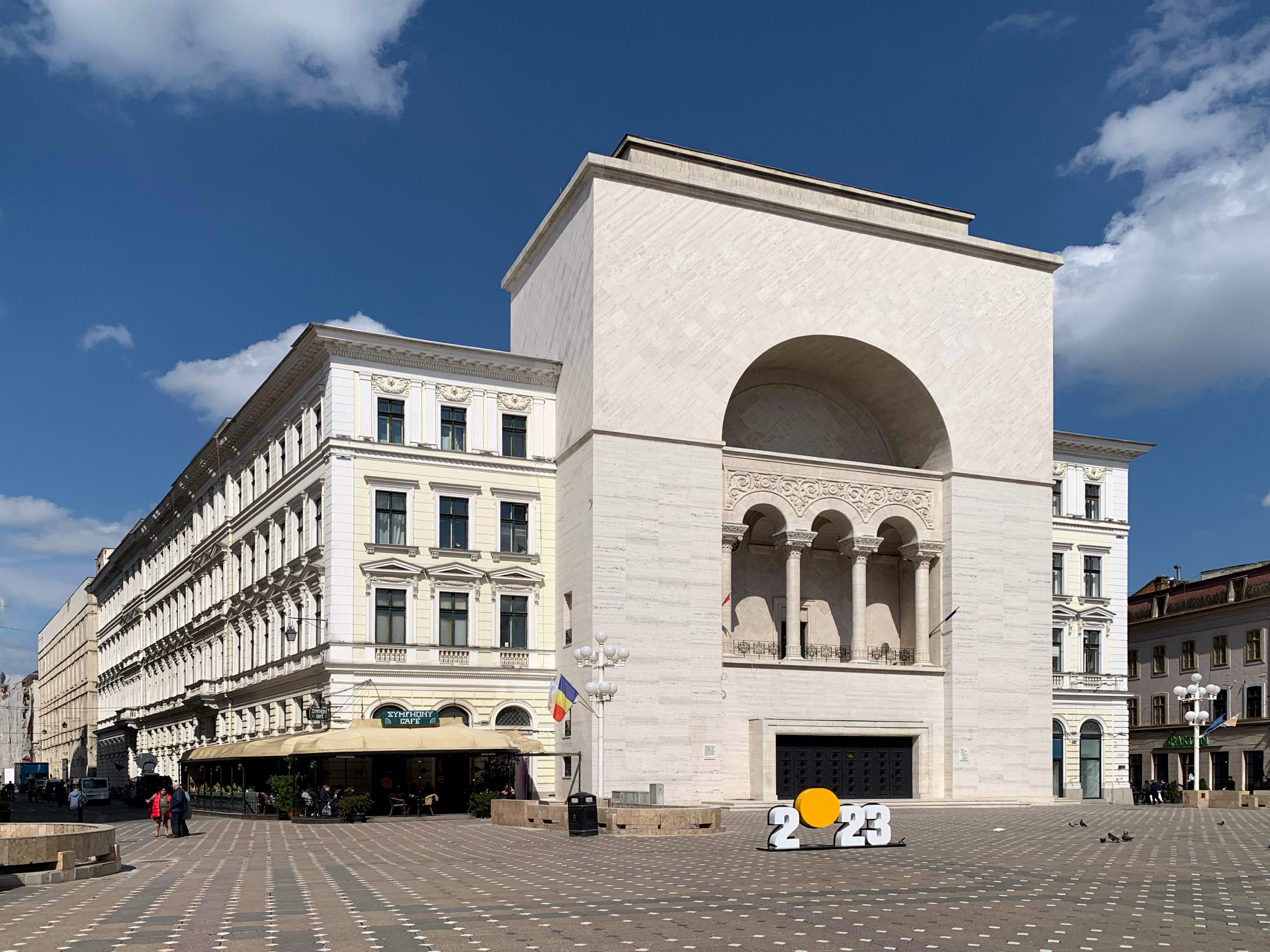
Timișoara - Capitală Europeană a Culturii 2023

Timișoara a fost în anul 2016 primul oraș Capitală a Tineretului din România, iar în anul 2023 este Capitală Europeană a Culturii, alături de orașele Eleusina și Veszprém.

Harta Capitalelor Europene ale Culturii, cu Timișoara indicată. Oraș desemnat câștigător în 2016, învingând în finala competiției Bucureștiul, Cluj-Napoca și Baia Mare

Timișoara este pe primul loc în România și pe locul cinci în Europa în topul celor mai sigure destinații turistice de pe continent, alături de Praga, Zürich sau Helsinki.

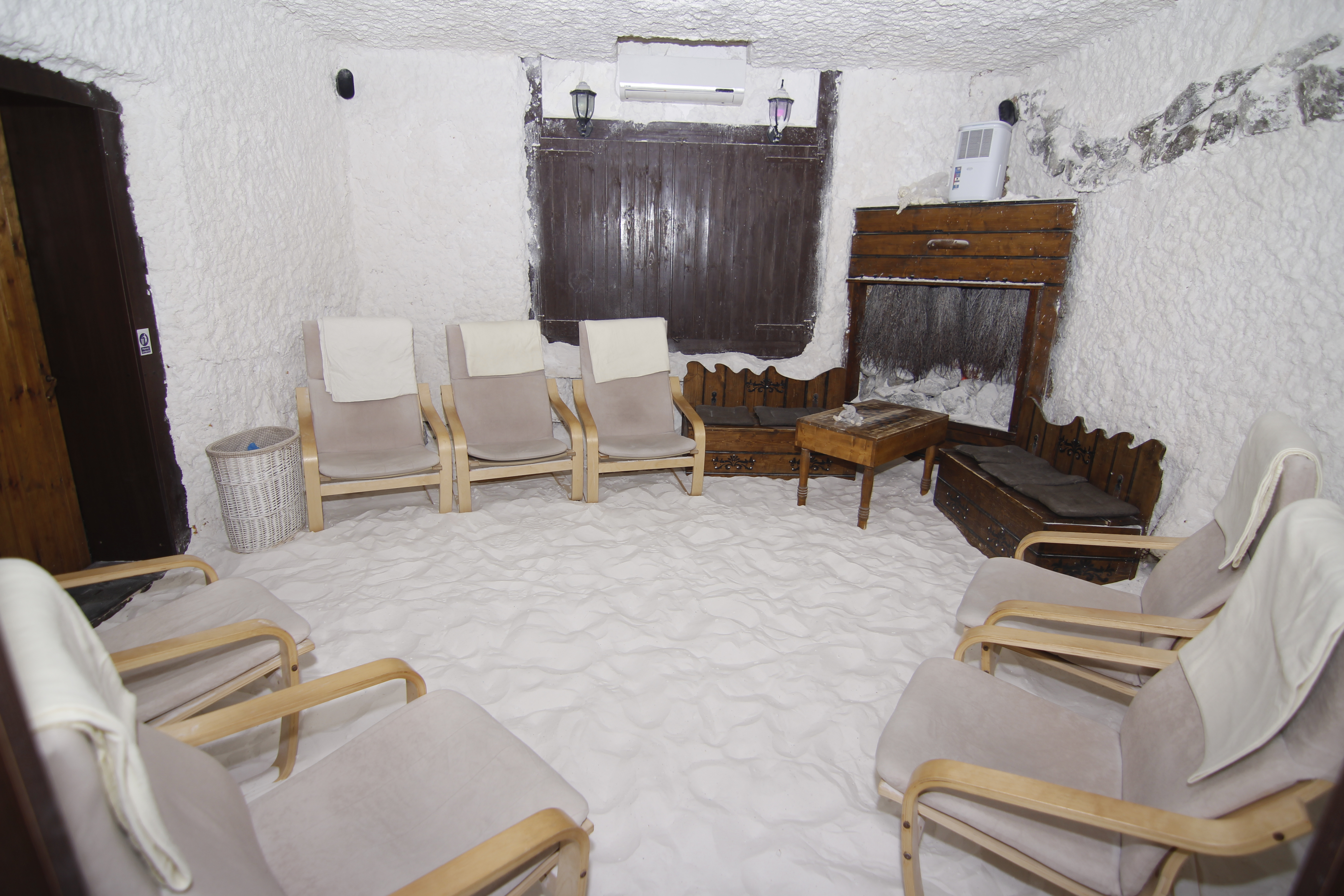
Salina din Timișoara

Bazele de tratament și centrele de welness&spa cu apă geo-termală terapeutică constituie punctul principal de atracție al zonei. Județul Timiș are cel mai mare potențial turistic balnear din România, având patru orașe și nouă comune ce dețin resurse specifice, exploatate în scop de agrement. În anul 2017 a fost al treilea cel mai vizitat județ al României, din punct de vedere al numărului de turiști străini.
Organizația patronală HORETIM are sediul pe strada Romulus nr.12.
Sunt peste 60 de hoteluri și pensiuni în Timișoara. Cele mai selecte sunt Hotel Timișoara, North Star Continental Resort, Mercure și Hotel Ibis, aflate în zona centrală, respectiv hotelurile Ambassador**** și Lido****, aparținând de Best Western, cel mai mare lanț hotelier din lume.

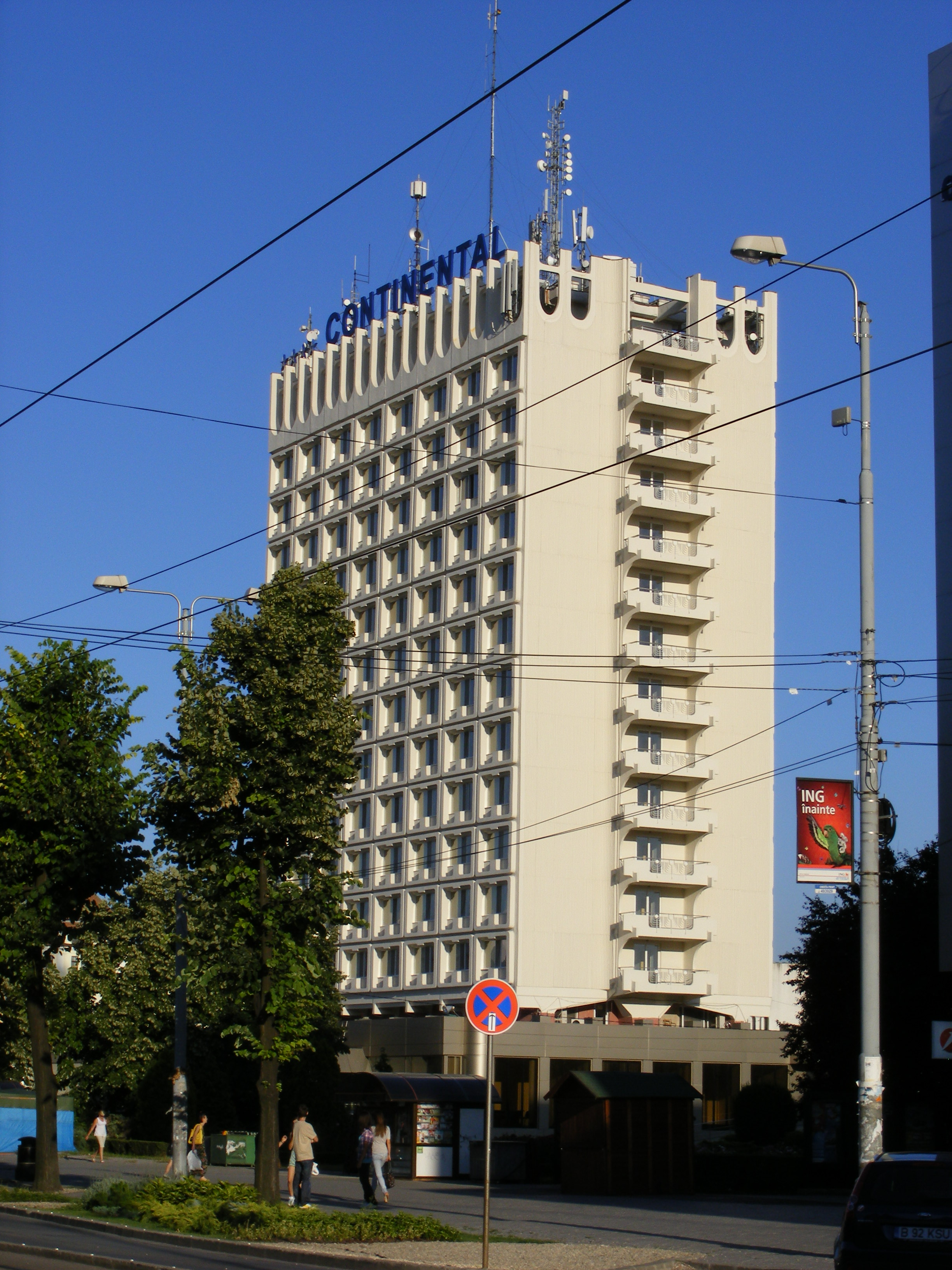
North Star Continental Resort Timișoara, lângă Bega Shopping Center

Alte patru hoteluri de 4 și 5 stele, printre care Radisson Blu, Hilton sau Mariott, vor deschide unități în perioada 2025-2026. Peste 50 de proiecte de hoteluri și pensiuni se aflau în diverse stadii de construcție în Timișoara și localitățile limitrofe, la finalul anului 2023.

### Gastronomie și obiceiuri culinare
Bucătăria timișoreană a fost puternic influențată de cea austro-ungară, dar, într-o bună măsură, și de bucătăria grecească, italienească sau franceză. Mâncărurile pregătite în Banat sunt făcute în cea mai mare parte din carne de porc, pui, vită, miel sau pește, cu garnituri de legume prăjite în untură sau ulei, cu sosuri din făină cum ar fi rântașul, pentru a le face mai consistente, condimentate din belșug cu piper, sare, cimbru, paprică, rozmarin, chimen sau ierburi aromatice.
Bucătăria din Banat se caracterizează prin mâncăruri grase, hrănitoare și gustoase. Rasolul cu os, fripturile, papricașul, tochiturile, piftia, ardeii umpluți, saramura de pește, plachia, drobul, zupele, ciorbele, sarmalele, preparatele și semipreparatele proaspete din carne de porc (grătarul, șnițelul, cârnatul, caltaboșul, pastrama, jambonul, slănina, salamul, toba sau jumările), brânzeturile (cașul, telemeaua sau urda) și deserturile (crumpii cu găluște, cozonacul, plăcintele, prăjiturile sau papanașii) sunt doar câteva dintre mâncărurile tradiționale care se consumă în zilele de sărbătoare, la evenimentele speciale, dar și în zilele obișnuite.
Prezența minorităților maghiare, sârbești, germane, slovene și turce, dar și a altor grupuri etnice de-a lungul timpului, a asigurat continuitatea bucătăriei internaționale în oraș. Sunt prezente baruri, cafenele și restaurante, unde se servesc preparate precum pljeskavića, gulașul, șnițelul vienez, bigos, sau supa halászlé, deserturi precum vargabeleșul, baclavaua, cataiful, palačinka sau gomboții cu prune, și produse de patiserie precum covrigul bavarez, șuberec, pirogi, halva, börek, cozonacul secuiesc sau langoșul.
Datorită ritmului alert al vieții urbane și accesului facil la o gamă largă de servicii de livrare și catering, mulți timișoreni manifestă și o preferință notabilă pentru mâncarea de tip fast-food. Această tendință este evidențiată de prezența lanțurilor de restaurante și a localurilor care oferă preparate rapide, de la șaorma, kebab, burgeri, cartofi prăjiți, orez sau noodles, până la pizza, hotdog, grill, salate, sandwich-uri sau produse de patiserie și cofetărie, consumate alături de sucuri, energizante sau băuturi răcoritoare.

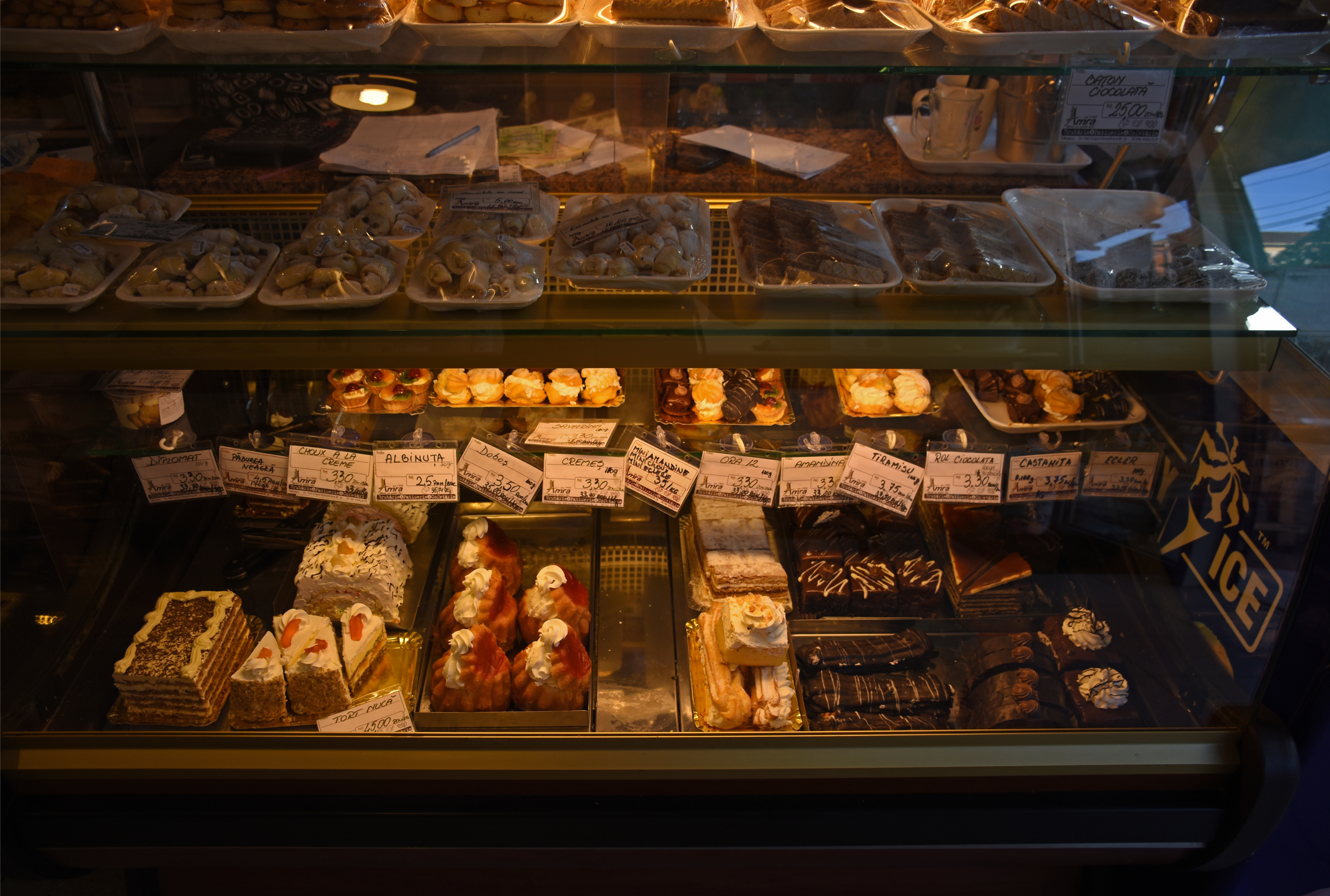
Deserturi românești și internaționale (Tiramisu, Amandine, Fursecuri, Tarte cu fructe, Choux à la Crème, Profiterol etc.) și produse de patiserie, expuse într-o cofetărie din Timișoara

În Timișoara activează restaurante cu specific tradițional româneasc, precum și ale gastronomiei internaționale, cu specific moldovenesc, mediteranean, italian, francez, iberic, scandinav, american, mexican, portughez, argentinian, indian, turcesc, arăbesc, libanez, persan, tunisian, coreean, chinezesc sau japonez.
Manifestări precum Banat Brunch  sau Mic Dejun la Margina , ce celebrează bogăția culinară și tradițiile bucătăriei bănățene, sunt evenimente populare în peisajul gastronomic local. La acestea se adaugă și răspândirea accelerată a conceptului de Puncte Gastronomice Locale (PGL) în județul Timiș, un fenomen cultural ce reflectă atât oferta culinară locală vastă, cât și identitatea gastronomică regională, în contextul unei cereri în creștere din partea turiștilor și localnicilor.
Cele mai importante companii de pe piața timișoreană de food delivery sunt Wolt (DoorDash), Glovo (Delivery Hero SE), Bolt Food și Bringo (Groupe Carrefour). În același timp, numeroase restaurante și localuri oferă servicii de meal kit, permițând clienților să își gătească acasă preparatele preferate.
Totodată, numeroase localuri din sfera HoReCa dispun de propriile aplicații mobile și site-uri, disponibile atât în App Store (pentru iOS), Google Play (pentru Android), Galaxy Store (pentru Samsung), AppGallery (pentru Huawei), cât și pe motoarele de căutare, prin care clienții beneficiază de oferte majore, promoții exclusive și reduceri semnificative la comenzi, programe de loialitate și fidelizare personalizate, precum și propria linie/propriul număr de apelare telefonică pentru comenzi. Majoritatea dintre aceste restaurante sunt dotate cu flote extinse de transport și curieri bine pregătiți pentru livrări, contribuind semnificativ la accesibilitatea generală a serviciilor și la menținerea unor standarde ridicate de calitate în livrarea mâncării la domiciliu.

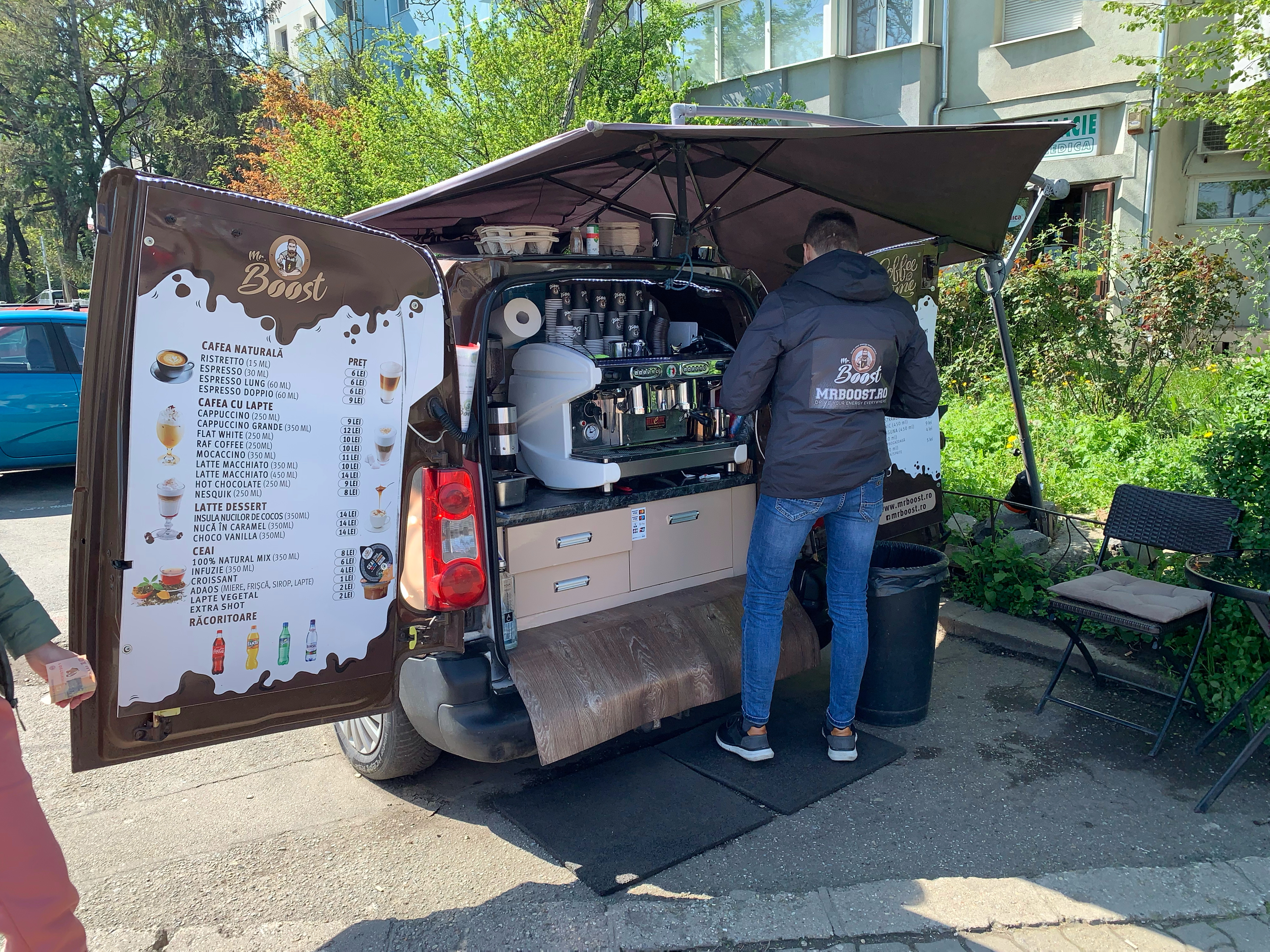
Rulotă mobilă cu preparate din cafea de specialitate: espresso, ristretto, cappuccino, frappé, ceai și băuturi răcoritoare - ilustrând obiceiurile moderne de comerț și consum rapid ale timișorenilor

În plus, mulți antreprenori și proprietari din domeniu colaborează direct cu producători certificați și lanțuri de aprovizionare locale, asigurând trasabilitatea materiei prime și integrarea completă a proceselor de distribuție, prelucrare și producție, garantând astfel prospețimea ingredientelor și autenticitatea preparatelor culinare - aspecte ce se aliniază tendințelor globale de gastronomie sustenabilă, mâncare artizanală și alimentație organică, contribuind semnificativ la dinamica locală deosebită a acestui sector economic.
De asemenea, segmentul dedicat reducerii risipei alimentare constituie un pilon emergent al economiei circulare din Timișoara, evidențiindu-se printr-un ecosistem extins și diversificat, cu firme, inițiative antreprenoriale, ONG-uri și structuri instituționale cu rol activ în redistribuirea resurselor alimentare. Cele mai importante companii care activează pe piața timișoreană din domeniu sunt BonApp Eco (by Munch), JustNow Food și Olio, platforme ce facilitează vânzarea la prețuri semnificativ reduse a produselor alimentare din restaurante, localuri, cafenele, magazine și a altor operatori economici din industria alimentară.